# Bibliographie de la reliure médiévale
Cet article recense les publications francophones concernant la reliure médiévale (jusqu’au XVe siècle inclus)

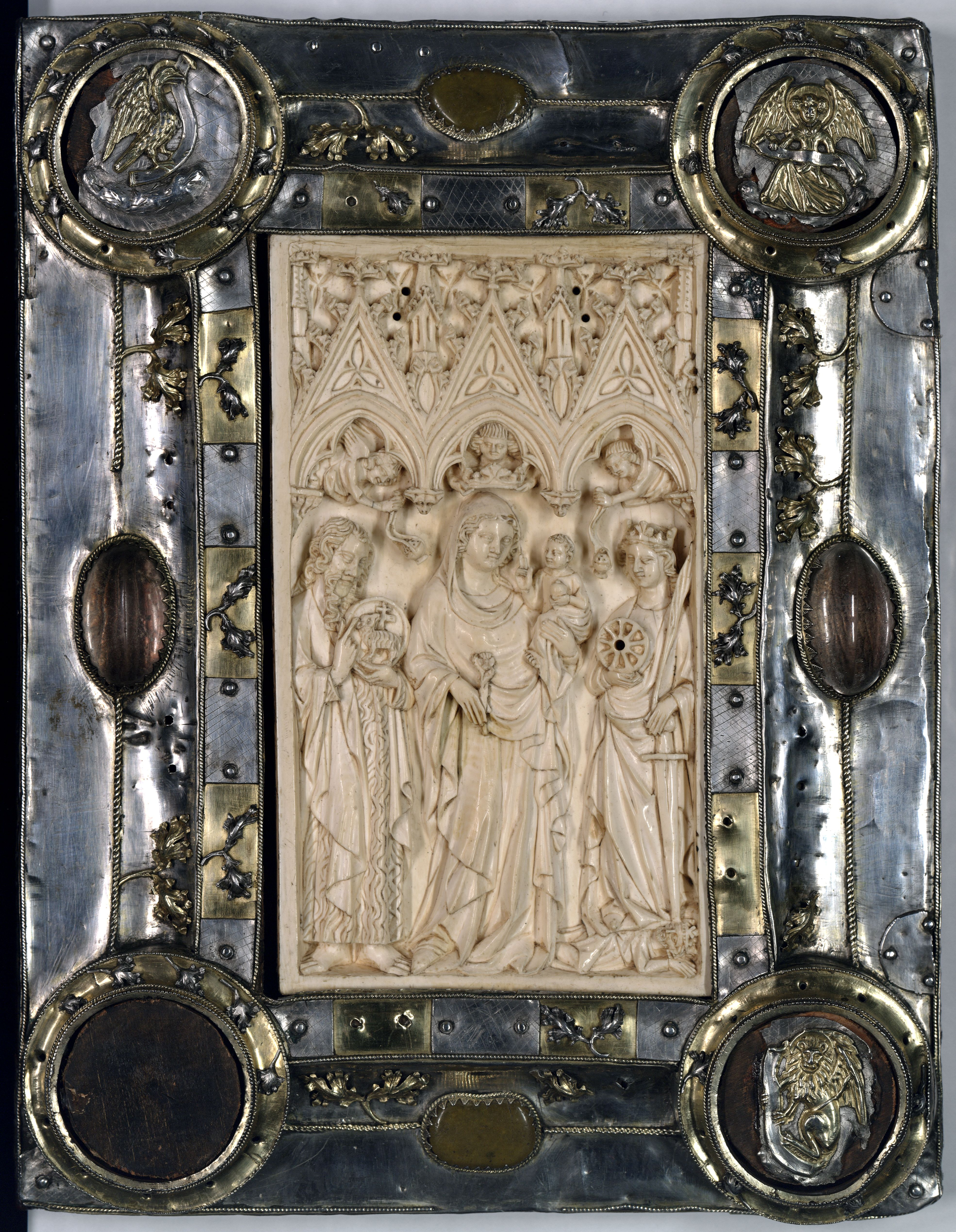
Reliure de l'Évangéliaire pourpre. France, 14e et 15e siècles.

## Généralités
- Élisabeth Baras, Jean Irigoin et Jean Vezin, La Reliure médiévale, Paris, Presses de l'École normale supérieure, 1978, 78 p., 1 pl. dépl., ill., 24 cm (ISBN 2-7288-0036-7). — Réunit trois conférences (Paris, École normale supérieure, avril 1976) : Élisabeth Baras, Initiation à la technique et à la terminologie d'aujourd'hui ; Jean Irigoin, La Reliure byzantine ; Jean Vezin, La Reliure occidentale au Moyen Âge. Deuxième éd. en 1981 (même éditeur). Compte-rendu de Monique-Cécile Garand [lire en ligne].
- Giulia Bologna (adapt. française Irène Nicotra), « La Reliure médiévale, entre monastères et palais royaux », dans La Reliure d'art, Paris, Gründ, 1999 (ISBN 2-7000-2226-2). — Bibliogr. p. 190. Index.
- Robert Brun, « Manuel de la reliure ancienne », Bulletin du bibliophile,‎ 1934-1939. — Tiré à part : Paris, s. n., 1934-1939, 296 p., ill.
- Paul Canart, « Reliure et codicologie : perspectives de la recherche », dans Études de paléographie et de codicologie, Città del Vaticano, Biblioteca apostolica vaticana, coll. « Studi e testi » (no 450 et no  451), 2008, 2 vol., XXVI-1407 p. (pagination continue) (ISBN 978-88-210-0843-6), p. 1083-1102.
- Nathalie Coilly, La Reliure au Moyen Âge : conférence du 9 mai 2016, Paris, Bibliothèque nationale de France, coll. « Histoire de la reliure. Conférences de la Bibliothèque nationale de France », 2016, 1 fichier vidéo numérique, 1 h 18 min, coul. (lire en ligne). — Tournage à la Bibliothèque de l'Arsenal.
- Charlotte Denoël, Les Reliures médiévales, [Open édition], ill. en coul. (lire en ligne).
- Yves Devaux, Dix siècles de reliure, Paris, Éd. Pygmalion, 1977, 398 p., ill. en noir et en coul., 30 cm (ISBN 2-85704-024-5). — Bibliogr. p. 389-395.
- « Documents pour servir à l'histoire de la bibliophile, chapitre III : Reliure, 1397 à 1496 » (sous la dir. de Léon Techener), Bulletin du bibliophile,‎ 1885, p. 163-169 (lire en ligne).
- Carlo Federici, « Recensement des reliures et réseaux internationaux », dans La Reliure médiévale : pour une description normalisée : actes du colloque international, Paris, 22-24 mai 2003, organisé par l'Institut de recherche et d'histoire des textes (CNRS), Turnhout, Brepols, coll. « Reliures médiévales des bibliothèques de France » (no hors série), 2008 (ISBN 978-2-503-52876-2), p. 43-46.
- Denise Gid, « Les Reliures », dans Le Livre au Moyen Âge, Paris, Presses du CNRS, 1988 (ISBN 2-87682-015-3), p. 76-80.
- Léon Gilissen, « Documents destinés à l'étude de la reliure médiévale : collection privée de Léon Gilissen », Scriptorium, no 51.2,‎ 1997, p. 363-380 (lire en ligne).
- Gkagan, « La Reliure intègre la BVMM », Hypothèses : Les Carnetiers de l'IRHT,‎ 13 mai 2016 (mise à jour 28 août 2018), [Open édition], ill. en coul. (lire en ligne). — BVMM = Bibliothèque virtuelle des manuscrits médiévaux ; IRHT = Institut de recherche et d'histoire des textes.
- Léon Gruel, Manuel historique et bibliographique de l'amateur de reliures, t. 1, Paris, Gruel et Engelmann, 1887, V-188 p., ill., in-f° (lire en ligne). — Bibliogr., p. 177-186.
- Paul Lacroix (pseud. P. L. Jacob ou Bibliophile Jacob), « Reliure », dans Le Moyen Âge et la Renaissance, t. 5, Paris, s. n., 1851 (lire en ligne), [14 p. et 8 pl. en noir et en coul.].
- Paul Lacroix (pseud. P. L. Jacob ou Bibliophile Jacob), « Reliure », dans Les Arts au Moyen Âge et à l'époque de la Renaissance, Paris, Firmin-Didot frères, fils et Cie, 1874, 5e éd. (lire en ligne), p. 489-504, ill. — Première éd. en 1869 (même éditeur) ; rééd. en 2014 (Rungis, Maxtor  (ISBN 979-10-208-0100-5)).
- Paul Lacroix (pseud. P. L. Jacob ou Bibliophile Jacob), « La Reliure depuis l'Antiquité jusqu'au dix-septième siècle », dans Curiosités de l'histoire des arts, Paris, A. Delahays, 1858 (lire en ligne), p. 157-181.
- Albert Lecoy de La Marche, « La Reliure : reliures antiques, reliures du Moyen Âge..., curiosités de la reliure », dans Les Manuscrits et la miniature, Paris, A. Quantin, coll. « Bibliothèque de l'enseignement des beaux-arts », 1884 (lire en ligne), p. 326-353, ill.
- Anne-Marie Legaré, « La Reliure au Moyen Âge », Bulletin de l'Association des relieurs du Québec, no 2,‎ 1982, p. 10-13.
- Olivier Legendre, Jacques-Hubert Sautel et Caroline Heid, Livret du stage d'initiation au manuscrit médiéval (domaine latin et roman), [Paris], Institut de recherche et d'histoire des textes, 2008 (éd. révisée le 5 octobre 2009), 132 p., [Open édition] (lire en ligne).
- Otto Mazal, « La Reliure au Moyen Âge », dans Liber librorum : cinq mille ans d'art du livre, un panorama historique, Bruxelles, Arcade, 1973.
- Louis-Marie Michon, « Reliures du Moyen Âge », Bulletin de la Société nationale des antiquaires de France, vol. 1948-1949,‎ 1952, p. 259 (lire en ligne).
- Gabriel Peignot, Essai historique et archéologique sur la reliure des livres et sur l'état de la librairie chez les Anciens, Dijon, Victor Lagier [et] Paris, Jules Renouard, 1834, 84 p., pl., 21 cm (lire en ligne). — Tiré à 200 exemplaires.
- René Poirier, « La Reliure des origines à la fin du XVe siècle », Visages du monde, no 95,‎ 1950, p. 3-5, ill.
- La Reliure médiévale : essai de bibliographie francophone (préf. Albert Lecoy de La Marche), s. l., Éditions du Bois-Menez, 2023, 200 p., 21 cm (ISBN 978-2-490135-27-1, lire en ligne), disponible sur Internet Archive. ― Recense et décrit 400 titres environ ; avec trois index : auteurs, thèmes et lieux.
- La Reliure médiévale : pour une description normalisée : actes du colloque organisé par l'Institut de recherche et d'histoire des textes (CNRS), Paris, 22-24 mai 2003 (éd. Guy Lanoë ; collab. Geneviève Grand), Turnhout, Brepols, coll. « Reliures médiévales des bibliothèques de France » (no hors série), 2008, IX-465 p., ill., 27 cm (ISBN 978-2-503-52876-2). —  Textes en français, en anglais et en allemand. Compte-rendu de Sébastien Barret [lire en ligne]. Une exposition (Paris, Bibliothèque Mazarine, 22 mai-25 juillet 2003) accompagnait ce colloque ; elle a donné lieu à la publication d’un catalogue (réédité dans le présent volume, p. 411-458) :
  - Reliures médiévales et premières reliures à décor doré : vingt-deux reliures choisies dans les collections de la Bibliothèque Mazarine (cat. Emma Coll, Isabelle de Conihout, Geneviève Grand), Paris, Bibliothèque Mazarine, 2003, 22 p., ill., 30 cm.
- Berthe Van Regemorter, « Le Codex relié depuis son origine jusqu'au haut Moyen Âge », Le Moyen Âge, vol. LXI,‎ 1955, p. 1-26.
- Jean Vezin, « La Description des reliures du haut Moyen Âge dans le domaine latin », Bollettino dell'Istituto centrale per la patologia del libro, nos 44-45,‎ 1990-1991, p. 213-219.
- Jean Vezin, « La Reliure médiévale », Métiers d'art, no 14,‎ février 1981, p. 6-11, fig. — Réédition dans la même revue, n° 31, septembre 1986, p. 4-8, ill. en noir et en coul.

### Quelques grandes collections
- Nathalie Coilly, Les Écrins de l'écriture : reliures du Moyen Âge et de la Renaissance à la Bibliothèque de l'Arsenal, s. l., N. Coilly, 2000, 83-XXXVI p., ill., 30 cm (lire en ligne). — Bibliogr. p. 4-9. Mémoire d'étude pour le diplôme de conservateur de bibliothèque.
- Thierry Crépin-Leblond, « Reliures et manuscrits à peintures au Musée national de la Renaissance », Bulletin de la Société nationale des antiquaires de France, vol. 1993,‎ 1995, p. 64-70, ill. (lire en ligne).
- Livres des XVe et XVIe siècles dans leurs reliures originales, Paris, Librairie Théophile Belin, 1914, 142 p., 110 feuillets de photos reproduisant les reliures. — Catalogue de libraire.
- Christian de Mérindol, « Bibliothèques princières à la fin de l'époque médiévale : reliures, contenus des livres et classement », dans Le Livre et l'art : études offertes en hommage à Pierre Lelièvre, Paris, Somogy [et] Villeurbanne, ENSSIB, 2000 (ISBN 2-85056-405-2), p. 161-182.
- Nathalie Coilly, « Reliures d'étoffe dans les bibliothèques des Valois », Hypothèses : Les Carnetiers de l'IRHT,‎ 14 septembre 2015, [Open édition], tabl. (lire en ligne). — IRHT = Institut de recherche et d'histoire des textes.
- Anthony Hobson, « Les Reliures italiennes de la bibliothèque de François Ier », Revue française d'histoire du livre,‎ 1982, p. 409-426.
- Marie-Pierre Laffitte, « Les Manuscrits normands de Colbert : reliures cisterciennes », dans Manuscrits et enluminures dans le monde normand : Xe – XVe siècles : actes du colloque du Centre culturel international de Cerisy-la-Salle, octobre 1995, Caen, Presses universitaires de Caen, 1999 (ISBN 2-84133-087-7), p. 197-205, ill. — Deuxième éd. en 2005 (même éditeur  (ISBN 2-84133-257-8)).
- Maurice Piquart, « Les Livres du cardinal de Granvelle à la bibliothèque de Besançon : les reliures françaises de Granvelle », Trésors des bibliothèques de France, Paris, G. Van Oest, vol. VII, fascicule 25,‎ 1942, p. 16-29, ill.
- Maurice Piquart, « Les Livres du cardinal de Granvelle à la bibliothèque de Besançon : les reliures italiennes », Libri : international journal of libraries and information services, vol. 1,‎ 1951, p. 301-323, ill.
- Manuscrits, livres illustrés, reliures du XIIIe au XVIe siècle de la bibliothèque du cardinal de Granvelle (1517-1586) : exposition organisée à la Bibliothèque nationale et universitaire de Strasbourg, novembre-décembre 1951 (catalogue par Maurice Piquard), Strasbourg, Bibliothèque nationale et universitaire, 1951, [12] p., 8 pl., ill., 22 cm.
- La Bibliothèque des Granvelle : reliures et manuscrits : [exposition, Besançon, Musée du temps, Palais Granvelle, 14 juin-5 octobre 2014] (catalogue par Henry Ferreira-Lopes), [Besançon], [Ville de Besançon], 2014, 62 p., ill. en noir et en coul., 21 cm (ISBN 978-2-906610-21-7). — Bibliogr. p. 61-62.
- Philippe Lauer, « Les Reliures des manuscrits des rois aragonais de Naples conservées à la Bibliothèque nationale », Bulletin philologique et historique (jusqu'à 1715) du Comité des travaux historiques et scientifiques,‎ 1928-1929, p. 121-130, pl. (lire en ligne).
- Paul Canart, « Reliures et codicologie : les manuscrits grecs de la famille Barbaro », dans Calames et cahiers : mélanges de codicologie et de paléographie offerts à Léon Gilissen, Bruxelles, Centre d'étude des manuscrits, coll. « Les Publications de Scriptorium » (no 9), 1985, p. 13-25. — Autre édition dans : Études de paléographie et de codicologie, Città del Vaticano, Biblioteca apostolica vaticana, coll. « Studi e testi » (no 450 et no  451), 2008, 2 vol., XXVI-1407 p. (pagination continue) (ISBN 978-88-210-0843-6), p. 817-830.
- Léon Dorez, Les Manuscrits à peintures de la bibliothèque de lord Leicester à Holkham Hall, Norfolk : choix de miniatures et de reliures, Paris, E. Leroux, 1908, 108 p., 60 pl., in-f°.

## Métiers et artisans du livre
- Jules Pizzetta, « Des enlumineurs et relieurs au Moyen Âge », dans Histoire d'une feuille de papier, Paris, A. Rigaud, [1876] (lire en ligne), p. 52-58.
- Amans-Alexis Monteil, « Relieurs [quatorzième siècle] », dans Histoire de l'industrie française et des gens de métiers, t. 1, Paris, P. Dupont, 1872 (lire en ligne), p. 142-144.
- Marc Gil, « Le Métier de relieur à Lille (v. 1400-1550), suivi d'une prosopographie des artisans du livre lillois », Bulletin du bibliophile, no 1,‎ 2002, p. 7-46.
- Denise Gid et Jean-François Genest, « Gui de Troyes, moine de Clairvaux et relieur », dans Mélanges d'histoire de la reliure offerts à Georges Colin, Bruxelles, Librairie Fl. Tulkens, 1998, p. 53-62.
- Natalis Rondot, « Les Relieurs de livres à Troyes, du XIVe au XVIe siècle », Bulletin du bibliophile,‎ 1898, p. 273-284 (lire en ligne).
- Kouky Fianu, « Familles et solidarités dans les métiers du livre parisiens au XIVe siècle », Médiévales, no 19 (n° thématique intitulé Liens de famille : vivre et choisir sa parenté),‎ 1990, p. 83-90 (lire en ligne).
- Kouky Fianu, « L'Histoire des métiers du livre parisien aux XIVe et XVe siècles : présentation des sources », Gazette du livre médiéval, no 15,‎ 1989, p. 1-4 (lire en ligne).
- Kouky Fianu, Histoire juridique et sociale des métiers du livre à Paris (1275-1521), Montréal, Université de Montréal, 1991, 465-XXX p., ill., 30 cm (lire en ligne). — Bibliogr. p. 455-465. Thèse PhD, sciences médiévales (Montréal, Faculté des arts et des sciences, 1991).
- Kouky Fianu, « Les Professionnels du livre à la fin du XIIIe siècle : l'enseignement des registres fiscaux parisiens », Bibliothèque de l'École des chartes, t. 150, no 2,‎ 1992, p. 185-222, tabl. (lire en ligne).
- Kouky Fianu, La Réglementation des métiers du livre à Paris au XVe siècle : un indice de l'emprise croissante du pouvoir royal sur le monde universitaire, Amsterdam, Holland university press, 1996, 26 p., 21 cm. — Extrait de Lias, n° 23, 1996.
- Philippe Renouard, Documents sur les imprimeurs, libraires, cartiers, graveurs, fondeurs de lettres, relieurs, doreurs de livres... ayant exercé à Paris de 1450 à 1600, Paris, H. Champion, 1901, XI-365 p. (lire en ligne).
- Edmond Sénemaud, Un document inédit sur Antoine Vérard, libraire et imprimeur : renseignements sur le prix des reliures, des miniatures et des imprimés sur vélin, au XVe siècle, Angoulême, Imprimerie de A. Nadaud et Cie, 1859, 7 p. (lire en ligne). — Tirage : 100 ex. Extrait des Archives du bibliophile, no 17 ; a également paru dans le Bulletin de la Société archéologique et historique de la Charente (2e trimestre 1859). — Libraire-éditeur parisien.
- Natalis Rondot, « Les Relieurs de livres à Lyon [XIVe – XVIIe siècles] », Bulletin du bibliophile,‎ 1896, p. 285-297 (lire en ligne).
- Roger Vallentin Du Cheylard, « Delphinalia : Écrivain en lettre de forme, imprimeurs, libraires, merciers et relieurs valentinois (XVe et XVIe siècles) », Bulletin de la Société d'archéologie et de statistique de la Drôme, vol. 53 et 54,‎ 1919-1920.
  - Première partie, 1919, p. 17-51 [lire en ligne] ; deuxième partie, 1919, p. 176-193 [lire en ligne] ; troisième partie, 1920, p. 182-193 [lire en ligne]. — Tiré à part sous le même titre (Valence, Imprimerie de J. Céas et fils, 1920, 60 p., in-8°).
- Louis Desgraves, Dictionnaire des imprimeurs, libraires et relieurs de la Dordogne, des Landes, du Lot-et-Garonne et des Pyrénées-Atlantiques (XVe – XVIIIe siècles), Baden-Baden, V. Koerner, coll. « Bibliotheca bibliographica Aureliana » (no 175), 2005, 156 p., 24 cm (ISBN 3-87320-175-5). — Bibliogr. p. 135-140.
- Louis Desgraves, Dictionnaire des imprimeurs, libraires et relieurs de Bordeaux et de la Gironde : XVe – XVIIIe siècles, Baden-Baden [et] Bouxviller, V. Koerner, coll. « Bibliotheca bibliographica Aureliana » (no 145), 1995, 325 p., 24 cm (ISBN 3-87320-145-3).
- Anatole Claudin, « Les Enlumineurs, les relieurs, les libraires et les imprimeurs de Toulouse aux XVe et XVIe siècles (1473-1530) : documents et notes pour servir à leur histoire », Bulletin du bibliophile,‎ 1892-1893.
  - Première partie, 1892, p. 546-561 [lire en ligne] ; deuxième partie, 1893, p. 1-24 [lire en ligne] ; troisième partie, 1893, p. 142-165 [lire en ligne]. — Tiré à part : Paris, A. Claudin, 1893, 67 p., in-8°.
- Paul Gehin, « Du Prodrome de Sozopolis à la Panaghia de Chalki : copistes, restaurateurs et relieurs, de la fin du XVe siècle au début du XVIIe siècle », dans Vivlioamphiastis : [actes du VIe colloque international de paléographie grecque (Drama 21-27 septembre 2003)], Athènes, Ellēnikē Etaireia Bibliodesias, 2008, p. 285-326.
- Maria Luisa Agati, Paul Canart et Carlo Federici, « Giovanni Onorio da Maglie, « instaurator librorum graecorum » à la fin du Moyen Âge », Scriptorium, no 50 (2e fascicule),‎ 1996, p. 363-369 (lire en ligne).
- Berthe Van Regemorter, « Un compte de relieur de 1475 », dans Studi di bibliografia e di storia in onore di Tammaro De Marinis, t. 4, Verona, Valdonega, 1964, p. 19-23.

## Vocabulaires de l’écrit et du livre au Moyen Âge
- Vocabulaire du livre et de l'écriture au Moyen Âge : actes de la table ronde, Paris, 24-26 septembre 1987 (éd. Olga Weijers), Turnhout, Brepols, coll. « Études sur le vocabulaire intellectuel du Moyen Âge » (no 2), 1989, 251 p., 24 cm (ISBN 978-2-503-37002-6). — Bibliogr. p. 238-243. Index. Textes en français et en anglais.
- Marie-Pierre Laffitte, « Le Vocabulaire médiéval de la reliure d'après les anciens inventaires », dans Vocabulaire du livre et de l'écriture au Moyen Âge : actes de la table ronde, Paris, 24-26 septembre 1987, Turnhout, Brepols, coll. « Études sur le vocabulaire intellectuel du Moyen Âge » (no 2), 1989 (ISBN 978-2-503-37002-6), p. 61-78.
- Jean Vezin, « Le Vocabulaire latin de la reliure au Moyen Âge », dans Vocabulaire du livre et de l'écriture au Moyen Âge : actes de la table ronde, Paris, 24-26 septembre 1987, Turnhout, Brepols, coll. « Études sur le vocabulaire intellectuel du Moyen Âge » (no 2), 1989 (ISBN 978-2-503-37002-6), p. 56-60.
- Basile Atsalos, « Sur quelques termes relatifs à la reliure des manuscrits grecs », dans Studia codicologica, Berlin, Akademie-Verlag, coll. « Texte und Untersuchungen zur Geschichte der altchristlichen Literatur » (no 124), 1977, p. 15-42.
- Éva Halasz Csiba, « Nommer, identifier et conserver les cuirs de reliure : les questions posées par le vocabulaire technique », dans Matériaux du livre médiéval : actes du colloque du groupement de recherche (GDR) 2836..., Paris, CNRS, 7-8 novembre 2007, Turnhout, Brepols, coll. « Bibliologia » (no 30), 2010 (ISBN 978-2-503-53386-5), p. 29-42.

## Occident médiéval — Europe
- Léon Gilissen, La Reliure occidentale antérieure à 1400 : d'après les manuscrits de la Bibliothèque royale Albert Ier à Bruxelles, Turnhout, Brepols, coll. « Bibliologia » (no 1), 1983, 181 p., ill., 27 cm (ISBN 2-503-78001-6). — Bibliogr. p. 176-179. Comptes-rendus de Jean Irigoin [lire en ligne], et de C. Lemaire [lire en ligne].
- Jean Vezin, « Les Plus anciennes reliures de cuir estampé dans le domaine latin », dans Scire litteras : Forschungen zum mittelalterlichen Geistesleben, München, Bayerische Akademie der Wissenschaften, coll. « Abhandlungen » (no 99), 1988 (ISBN 3-7696-0094-0), p. 393-408.
- Jean Vezin, « Influences orientales sur les plus anciennes reliures du monde latin », Scriptorium, no 66 (2e fascicule),‎ 2012, p. 205-219 (lire en ligne).
- Jean Vezin, « Ex Oriente lux : à propos des influences coptes supposées sur des reliures du haut Moyen Âge », Bulletin de la Société nationale des antiquaires de France, vol. 2011,‎ 2016, p. 108-110 (lire en ligne).
- Thérèse Metzger (sous la dir. de F. Blanchetière), Les Arts du livre chez les Juifs en Occident médiéval (thèse soutenue sur un ensemble de travaux), [Strasbourg], [T. Metzger], 1987, 1 vol. + 20 dossiers. — Thèse de doctorat en histoire (Strasbourg 2, 1987). Peut être consultée à la Bibliothèque nationale et universitaire de Strasbourg.
- Jamâl Abarrou, L'Art du livre et sa fabrication au XIe siècle en Occident musulman et en Europe du sud : encres, papier, colles, enluminure, reliure et calligraphie, [Reims], J. Abarrou, 2015, 339 p., ill. en coul., 24 cm (ISBN 978-2-9553743-0-6). — Bibliogr. p. 292-295. Index.

### Période mérovingienne
- Julien Auber de Lapierre, « Un papyrus grec comme reliure d'un manuscrit mérovingien : les tribulations du Suppl. gr. 1379 », Hypothèses : L'Antiquité à la BnF,‎ 25 octobre 2021, [Open édition], ill. en coul. (lire en ligne).

### Période carolingienne
- Jean Vezin, « Dix reliures carolingiennes provenant de Freising », Bulletin de la Société nationale des antiquaires de France, vol. 1985,‎ 1987, p. 264-274 (lire en ligne).
- Jean Vezin, « À la recherche des reliures carolingiennes de cuir à décor estampé », Bulletin d'information-Association des bibliothécaires français, no 70,‎ 1971, p. 7-10, fig. (lire en ligne).
- Jean Vezin, « Les Reliures carolingiennes de cuir à décor estampé de la Bibliothèque nationale de Paris », Bibliothèque de l'École des chartes, no 128 (1er fascicule),‎ 1970, p. 81-113 (lire en ligne).
- Jean Vezin, « Les Reliures carolingiennes estampées du fonds latin de la Bibliothèque nationale », Bulletin de la Société nationale des antiquaires de France, vol. 1968,‎ 1970, p. 184-186 (lire en ligne).
- Frédéric Barbier, « Les Reliures carolingiennes de cuir estampé à la bibliothèque de Valenciennes », Bibliothèque de l'École des chartes, no 140 (2e fascicule),‎ 1982, p. 235-240 (lire en ligne).
- Erika Tober, L'Évolution des techniques de la reliure à l'abbaye de Corbie entre le IXe et le XIIe siècle : d'après les ouvrages à reliures carolingiennes et monastiques conservés au Département des manuscrits occidentaux de la Bibliothèque nationale de France, s. l., E. Tober, 2000, 2 vol., 304 p. (pagination continue), ill. en noir et en coul. ; 30 cm. — Bibliogr. p. 292-296. Mémoire de maîtrise (Archéologie médiévale, Paris 1, 2000).
- Jean Vezin, « Six reliures de cuir à décor estampé d'époque carolingienne provenant de l'abbaye de Saint-Amand », Bulletin de la Société nationale des antiquaires de France, vol. 1997,‎ 2001, p. 196-197 (lire en ligne).
- Jean Vezin, « Six reliures carolingiennes de Saint-Amand », dans Mélanges d'histoire de la reliure offerts à Georges Colin, Bruxelles, Librairie Fl. Tulkens, 1998, p. 31-38.
- Jean Vezin, « Les Reliures carolingiennes en cuir estampé conservées à Saint-Gall », dans Le Rayonnement spirituel et culturel de l'abbaye de Saint-Gall : colloque tenu au Centre culturel suisse, Paris, 12 octobre 1993, Nanterre, Maison René-Ginouvès d'archéologie et d'ethnologie, Université de Paris X [et] Paris, Picard, coll. « Cahier / Centre de recherches sur l'Antiquité tardive et le haut Moyen âge » (no 9), 2000 (ISBN 2-7084-0614-0, lire en ligne), p. 73-90, ill.
- Jean Vezin, Les Reliures carolingiennes en cuir décoré [1] : les précédents, Paris, Bibliothèque nationale de France, coll. « Conférences de la Bibliothèque nationale de France », 2001, 1 disque compact, 1 h 12 min. — Conférence enregistrée le 1er mars 2001.
- Jean Vezin, Les Reliures carolingiennes en cuir décoré [2] : les aspects techniques, Paris, Bibliothèque nationale de France, coll. « Conférences de la Bibliothèque nationale de France », 2001, 1 disque compact, 1 h 12 min. — Conférence enregistrée le 8 mars 2001.
- Jean Vezin, Les Reliures carolingiennes en cuir décoré [3] : les centres de reliure au IXe siècle, Paris, Bibliothèque nationale de France, coll. « Conférences de la Bibliothèque nationale de France », 2001, 1 disque compact, 1 h 04 min. — Conférence enregistrée le 15 mars 2001.
- Jean Vezin, Les Reliures carolingiennes en cuir décoré [4] : les deux derniers siècles, Paris, Bibliothèque nationale de France, coll. « Conférences de la Bibliothèque nationale de France », 2001, 1 disque compact, 1 h 09 min. — Conférence enregistrée le 22 mars 2001.
- Berthe Van Regemorter, « La Reliure souple des manuscrits carolingiens de Fulda », Scriptorium, t. XI, no 2,‎ 1957, p. 249-257, fig. (lire en ligne).
- Jean Vezin, « Une reliure carolingienne de cuir souple (Oxford, Bodleian Library, Marshall 19) », Revue française d'histoire du livre, no 36,‎ 1982, p. 235-241, ill.
- Pascale Chevalier et Arlette Maquet, « L'Évangéliaire carolingien de Gannat », Hortus artium medievalum, vol. 5,‎ 1999, p. 209-217, ill.
- Danielle Gaborit-Chopin, « La Reliure des Évangiles de Gannat », Art de l'enluminure, no 28,‎ 2009, p. 44-47, ill.
- René Rigodon, « Notice sur l'Évangéliaire de Gannat », Bulletin de la Société d'émulation du Bourbonnais,‎ juillet-décembre 1933. — Première partie : La Reliure, no 7-8, juillet-août 1933, p. 188-196, ill. [lire en ligne] ; deuxième partie : Le Manuscrit, no 11-12, novembre-décembre 1933, p. 305-315, ill. [lire en ligne].
- Louis Virlogeux, « L'Évangéliaire carolingien de Gannat », Les Cahiers bourbonnais,‎ 2002-2003. — Première partie, no 180, 2002, p. 49-50 ; deuxième partie, no 181, 2002, p. 49-52 ; troisième partie, no 182, 2002-2003, p. 71-73, ill. Autre édition dans : Église en Bourbonnais, n° 1373, janvier 2000, p. 15-16, 38-39, 84-86, ill.
- Jacques Choux, « Plaque de reliure d'un évangéliaire carolingien de la cathédrale de Toul », Annales de l'Est, 5e série, vol. 9,‎ 1958, p. 65-67. — Autre édition dans : La Lorraine chrétienne au Moyen Âge : recueil d'études, Metz, Éditions Serpenoise, 1981  (ISBN 2-901647-21-9), p. 327-330.
- Eusèbe-Henri Gaullieur, Mémoire sur quelques livres carolins, ou de l'époque carolingienne, à l'occasion d'un manuscrit latin avec couverture d'or, provenant du trésor du chapitre de Sion en Valais et désigné sous le nom d'Évangéliaire de Charlemagne, Genève, Imprimerie Vaney, 1853, 40 p., 1 pl. en coul. (lire en ligne). — Lu à la Section des sciences morales et politiques, le 30 septembre 1853. Extrait des Mémoires de l'Institut national genevois, t. 1 et 2, 1853, p. 165-205.
- Édouard Aubert, « Reliure d'un manuscrit dit Évangéliaire de Charlemagne », Mémoires de la Société des antiquaires de France, vol. XXXV,‎ 1874, p. 1-17, pl. (lire en ligne). — Tiré à part sous le même titre : Nogent-le-Rotrou, Imprimerie de A. Gouverneur, 1874.
- Marie-Pierre Laffitte, « L'Évangéliaire de Charlemagne : texte, histoire, reliure », Art de l'enluminure, no 20,‎ 2007, p. 4-17, ill.
- Léon Gruel, « Un fermail de reliure de l'époque carolingienne trouvé dans le département de l'Aisne en 1897 », Bulletin du bibliophile,‎ 1897, p. 677-678 (lire en ligne).

### Période romane
- Louis-Marie Michon, « Reliures dites « romanes », Bulletin de la Socité nationale des antiquaires de France, vol. 1948-1949,‎ 1952, p. 62-64 (lire en ligne).
- Élodie Lévêque, « Étude historique et technique de reliures romanes souples à partir de la collection de Clairvaux », Support/Tracé, no 20,‎ 2020, p. 69-81, ill.
- Élodie Lévêque, « Les Reliures romanes de l'abbaye de Clairvaux : structure et matériaux », Gazette du livre médiéval, no 63,‎ 2017, p. 41-54, ill. (lire en ligne).
- Élodie Lévêque, « Les Reliures romanes de la bibliothèque de Clairvaux : étude archéologique et biocodicologique », Bulletin du Centre d'études médiévales, no 25.1,‎ 2021, [Open édition], ill. en noir et en coul. (lire en ligne). — Thèse de doctorat, sous la dir. de François Bougard (Paris Nanterre, 27 mai 2020).

### Angleterre
- Jean Hubert, « Une reliure anglaise du XIIe siècle », Bulletin de la Société nationale des antiquaires de France, vol. 1948-1949,‎ 1952, p. 68 (lire en ligne).

### Pays-Bas
- Georges Colin, « Quelques reliures provenant des anciens Pays-Bas », Bulletin du bibliophile, no 1,‎ 2003, p. 115-126.
- Claudine Lemaire, « Quatre fermoirs de reliure armoriés d'origine laïque provenant des Pays-Bas méridionaux, datant du XVe siècle », Le Livre et l'estampe, vol. 29,‎ 1983, p. 7-16.
- Fernand Crooÿ, « Deux reliures orfévrées du Musée archiépiscopal d'Utrecht », Scriptorium, no 3 (2e fascicule),‎ 1949, p. 265-266 (lire en ligne).

### Belgique
- Philippe de Ghellinck-Vaernewyck, « La Reliure flamande au XVe siècle », Annales de l'Académie royale d'archéologie de Belgique, 5e série, vol. 3,‎ 1901, p. 389-415, ill. (lire en ligne).
- Georges Colin, « Reliures en portefeuille confectionnées au prieuré de Groenendael », dans Miscellanea in memoriam Pierre Cockshaw, 1938-2008 : aspects de la vie culturelle dans les Pays-Bas méridionaux, XIVe – XVIIIe siècle, Bruxelles, Bibliothèque royale de Belgique, coll. « Archives et bibliothèques de Belgique » (no 82), 2009, 2 vol., 626 p. (pagination continue), ill., p. 117-125.
- Luc Indestege, « Note sur une reliure couvrant un manuscrit de 1480 de l'ancien prieuré Saint-Sauveur, à Anvers », Scriptorium, no 23 (2e fascicule),‎ 1969, p. 276-279 (lire en ligne).
- Berthe Van Regemorter, « La Reliure », dans Anvers, ville de Plantin et de Rubens : catalogue de l'exposition organisée à la [Bibliothèque nationale] galerie Mazarine, mars-avril 1954, Paris, Bibliothèque nationale, 1954 (lire en ligne), p. 121-130. — Une partie de ce texte est consacrée à la reliure médiévale à Anvers.
- Louis Paris, « Accessoires de reliures monastiques du XVe siècle (fouilles de la rue de la Grande-Île, à Bruxelles) », Annales de la Société d'archéologie de Bruxelles : mémoires, rapports, documents, vol. 21,‎ 1907, p. 5-13, ill. (lire en ligne).
- Michel de Waha, « Reliure et politique à Bruxelles au 15e siècle : à propos des reliures de la chartreuse de Scheut », Le Livre et l'estampe, vol. 15,‎ 1979, p. 107-150.
- Anne-Catherine Fraeys de Veubeke, « Une reliure des Croisiers de Huy à l'abbaye cistercienne de Moulins », Bulletin du bibliophile, no double 3-4,‎ 1977, p. 325-347.
- Madeleine Lavoye, « Les Reliures des Croisiers de Liège et de Huy aux XVe et XVIe siècles », dans Les Manuscrits des Croisiers de Huy, Liège et Cuyk au XVe siècle : catalogue, exposition [sous les auspices de l'] Union liégeoise du livre et de l'estampe, 24 février-15 mars 1951, Liège, Desoer, 1951 (lire en ligne), p. 55-61.
- Carmélia Opsomer, « Reliures monastiques de la vallée de la Meuse : l'activité des Croisiers de Huy et de Liège à la fin du Moyen Âge », dans La Reliure médiévale : pour une description normalisée : actes du colloque international, Paris, 22-24 mai 2003, organisé par l'Institut de recherche et d'histoire des textes (CNRS), Turnhout, Brepols, coll. « Reliures médiévales des bibliothèques de France » (no hors série), 2008 (ISBN 978-2-503-52876-2, lire en ligne), p. 335-356, ill.
- Carmélia Opsomer, « Quelques reliures d'incunables de l'Université de Liège », dans Mélanges d'histoire de la reliure offerts à Georges Colin, Bruxelles, Librairie Fl. Tulkens, 1998, p. 47-52.
- Carmélia Opsomer et Pierre-Marie Gason, « La Reliure », dans Florilège du livre en principauté de Liège : du IXe au XVIIIe siècle, Liège, Société des bibliophiles liégeois, coll. « Publication in-quarto » (no 34), 2009 (ISBN 9782960090000), p. 453-482.
- Pierre Colman, « Datation des plaquettes gravées incorporées dans la reliure de l'évangéliaire de Notger », dans 8ème Congrès de l'Association des Cercles francophones d'histoire et d'archéologie de Belgique, et 55ème Congrès de la Fédération des Cercles d'archéologie et d'histoire de Belgique..., Namur, 28-31 août 2008 : Actes, t. 3, Namur, Société archéologique de Namur, 2008, p. 853-856.
- Renaud Adam, « La Circulation des incunables à Louvain au XVe siècle : étude sur la production du relieur Ludovicus Ravescot », dans Miscellanea in memoriam Pierre Cockshaw, 1938-2008 : aspects de la vie culturelle dans les Pays-Bas méridionaux, XIVe – XVIIIe siècle, Bruxelles, Bibliothèque royale de Belgique, coll. « Archives et bibliothèques de Belgique » (no 82), 2009, 2 vol., 626 p. (pagination continue), ill., p. 1-21.
- Renaud Adam, « Deux découvertes à la Bibliothèque royale de Belgique : une pronostication inconnue imprimée à Anvers en 1498 et un second « relieur au rébus » (Louvain, dernier tiers du XVe siècle) », Gutenberg-Jahrbuch, vol. 87,‎ 2012, p. 157-164.
- Joseph Brassinne, La Reliure mosane, Liège, Société des bibliophiles liégeois, 1912-1932, 2 vol., grand in-8°, ill.
- Robert Didier et Jacques Toussaint, « Plat de reliure de l'évangéliaire », dans Actes du colloque Autour de Hugo d'Oignies, Namur, Société archéologique de Namur, coll. « Monographies » (no 26), 2004 (ISBN 2-00-269102-9), p. 193-199.
- Victor Tourneur, « Questus dans l'inscription de la reliure de l'évangéliaire du frère Hugo d'Oignies, 1228-1230 », Archivum latinitatis medii aevi, vol. 23,‎ 1953, p. 69-74 (lire en ligne).
- Philippe de Ghellinck-Vaernewyck, « Les Fers de reliure aux armes de Tournai », Mémoires de la Société royale d'histoire et d'archéologie de Tournai, vol. 1,‎ 1980, p. 113-147.
- Dominique Vanwijnsberghe, « Quelques documents pour servir à l'histoire de la reliure à Tournai (XVe-début XVIe siècle », Bulletin du bibliophile, no 2,‎ 1996, p. 363-374.

### Allemagne
- Sylvie Karpp-Jacottet, « Aperçu sur les projets de recherche relatifs aux reliures médiévales en Allemagne : terminologie, banques de données, catalogues », dans La Reliure médiévale : pour une description normalisée : actes du colloque international, Paris, 22-24 mai 2003, organisé par l'Institut de recherche et d'histoire des textes (CNRS), Turnhout, Brepols, coll. « Reliures médiévales des bibliothèques de France » (no hors série), 2008 (ISBN 978-2-503-52876-2), p. 7-11.
- Morgane Milliet, « Restauration du plat de reliure de l'évangéliaire d'Arenberg, XIIe siècle, Grand Curtius, Liège », Bulletin de l'Institut royal du patrimoine artistique, vol. 33,‎ 2009-2012, p. 57-62, ill.
- Jean Vezin, « Dix reliures carolingiennes provenant de Freising », Bulletin de la Société nationale des antiquaires de France, vol. 1985,‎ 1987, p. 264-274 (lire en ligne).
- Berthe Van Regemorter, « La Reliure souple des manuscrits carolingiens de Fulda », Scriptorium, t. XI, no 2,‎ 1957, p. 249-257, fig. (lire en ligne).
- Jean Vezin, « Cinq reliures de cuir décorées à Fulda au temps de Raban Maur », dans Du copiste au collectionneur : mélanges d'histoire des textes et des bibliothèques en l'honneur d'André Vernet, Turnhout, Brepols, coll. « Bibliologia » (no 18), 1998 (ISBN 2-503-50641-0), p. 267-284.
- Jean Vezin, « Cinq reliures de cuir estampé réalisées à Fulda au temps de Raban Maur », Bulletin de la Société nationale des antiquaires de France, vol. 1996,‎ 1999, p. 103-105 (lire en ligne).
- Jean Vezin, « Deux manuscrits de Würzburg et leur reliure (München, Clm 22501 ; Würzburg, U.B. M.p.th.f. 146) », dans Litterae medii aevi : Festschrift für Johanne Autenrieth zu ihrem 65. Geburtstag, Sigmaringen, J. Thorbecke, 1988 (ISBN 3-7995-7061-6), p. 87-92.
- Seymour de Ricci, « Jean Richenbach : un relieur du XVe siècle », Separatabdruck aus dem Zentralblatt für bibliothekswesen, vol. 27,‎ 1910, p. 409-412, fig. (lire en ligne).

### Pologne
- Maria Krynicka (trad. Krystyna Jachiec), « Les Reliures du Monogrammiste J. L. à la bibliothèque Czartoryski à Cracovie : résumé », Rozprawy i Sprawozdania Muzeum Narodowego w Krakowie, vol. 9,‎ 1967, p. 95-96 (lire en ligne).

### Tchéquie
- Joseph de Borchgrave d'Altena, « À propos d'un plat de reliure et d'une croix à double traverse conservés à Prague », Bulletin de l'Institut archéologique liégeois, vol. 87,‎ 1975, p. 177-186, ill. (lire en ligne).

### Suisse
- Jean Vezin, « Les Reliures carolingiennes en cuir estampé conservées à Saint-Gall », dans Le Rayonnement spirituel et culturel de l'abbaye de Saint-Gall : colloque tenu au Centre culturel suisse, Paris, 12 octobre 1993, Nanterre, Maison René-Ginouvès d'archéologie et d'ethnologie, Université de Paris X [et] Paris, Picard, coll. « Cahier / Centre de recherches sur l'Antiquité tardive et le haut Moyen âge » (no 9), 2000 (ISBN 2-7084-0614-0, lire en ligne), p. 73-90, ill.
- Eusèbe-Henri Gaullieur, Mémoire sur quelques livres carolins, ou de l'époque carolingienne, à l'occasion d'un manuscrit latin avec couverture d'or, provenant du trésor du chapitre de Sion en Valais et désigné sous le nom d'Évangéliaire de Charlemagne, Genève, Imprimerie Vaney, 1853, 40 p., 1 pl. en coul. (lire en ligne). — Lu à la Section des sciences morales et politiques, le 30 septembre 1853. Extrait des Mémoires de l'Institut national genevois, t. 1 et 2, 1853, p. 165-205.
- Édouard Aubert, « Reliure d'un manuscrit dit Évangéliaire de Charlemagne », Mémoires de la Société des antiquaires de France, vol. XXXV,‎ 1874, p. 1-17, pl. (lire en ligne). — Tiré à part sous le même titre : Nogent-le-Rotrou, Imprimerie de A. Gouverneur, 1874.
- Marie-Pierre Laffitte, « L'Évangéliaire de Charlemagne : texte, histoire, reliure », Art de l'enluminure, no 20,‎ 2007, p. 4-17, ill.

### France
- Roger Devauchelle (préf. Albert Labarre), La Reliure : recherches historiques, techniques et biographiques sur la reliure française, Paris, Éditions Filigranes, 1995, 319 p., ill. en noir et en coul. (ISBN 2-911071-00-X). — Bibliogr. p. 310-313. Index. Nouvelle version du texte intitulé Le Métier de relieur-doreur en France des origines à 1925 (thèse universitaire, Art et archéologie, Paris 4, 1985).
- Roger Devauchelle, La Reliure en France, de ses origines à nos jours, t. 1 : Des origines à la fin du XVIIe siècle, Paris, [chez] l'auteur, 1959, XVI-209 p., fig., pl. en noir et en coul., fac-sim.
- Étienne Deville, La Reliure française, t. 1 : Des origines à la fin du XVIIe siècle, Paris [et] Bruxelles, G. Van Oest, coll. « Architecture et arts décoratifs » (no 12), 1930, 40 p., XXXII pl., ill., 22 cm (lire en ligne).
- Raymond Duguay, « Bibliothèques et chartriers des abbayes et des monastères,... reliures anciennes et monastiques », dans Les Défenseurs des antiquités françaises et des œuvres d'art à la Convention... : manuscrits, reliures, orfèvrerie, iconographie du Moyen Âge et de la Renaissance..., Alençon, Imprimerie alençonnaise, 1930 (lire en ligne), p. 21-37, ill.
- Dominique Grosdidier de Matons, Philippe Hoffmann et Jean Vezin, « Le Recensement des reliures anciennes conservées dans les collections publiques de France : réflexions sur une méthode de travail », dans Ancient and medieval book materials and techniques : Erice, 18-25 september 1992, t. 2, Città del Vaticano, Biblioteca apostolica vaticana, coll. « Studi e testi » (no 358), 1993 (ISBN 88-2100651-4), p. 157-179, ill.
- Guy Lanoë, « Le Recensement des reliures médiévales des bibliothèques de France », dans La Reliure médiévale : pour une description normalisée : actes du colloque international, Paris, 22-24 mai 2003, organisé par l'Institut de recherche et d'histoire des textes (CNRS), Turnhout, Brepols, coll. « Reliures médiévales des bibliothèques de France » (no hors série), 2008 (ISBN 978-2-503-52876-2), p. 31-42.
- Guy Lanoë, « Reliures médiévales des bibliothèques de France », Hypothèses : Les Carnetiers de l'IRHT,‎ 2015, [Open édition], ill. en coul. (lire en ligne). — IRHT = Institut de recherche et d'histoire des textes.
- Fabienne Le Bars, « Reliures françaises soignées et courantes (mi-XVe siècle–XIXe siècle) : éléments d'identification », dans Apprendre à gérer des collections patrimoniales en bibliothèque, Villeurbanne, Presses de l'ENSSIB, coll. « La Boîte à outils » (no 26), 2012, [Open édition], p. 80-94, ill. et tabl. (ISBN 979-10-91281-01-0, lire en ligne). — ENSSIB = École nationale supérieure des sciences de l’information et des bibliothèques.
- Amans-Alexis Monteil, « Relieurs [quatorzième siècle] », dans Histoire de l'industrie française et des gens de métiers, t. 1, Paris, P. Dupont, 1872 (lire en ligne), p. 142-144.
- Bernard Prost, « Documents sur l'histoire de la reliure extraits des comptes royaux des XIVe et XVe siècles », Bulletin du bibliophile et du bibliothécaire,‎ 1897-1898.
  - 1re partie [lire en ligne], p. 607-618 ; 2e partie [lire en ligne], p. 645-660 ; 3e partie [lire en ligne], p. 28-35 ; 4e partie [lire en ligne], p. 83-88. A été tiré à part (Paris, H. Leclerc et P. Cornuau, 1898, 42 p., in-16).
- Jean Toulet, Introduction à l'histoire de la reliure française : XVe – XVIIIe siècles, Paris, Bibliothèque nationale, coll. « Notes sur les techniques du livre ancien, introduction à la conservation » (no 1), 1973, [4]-51 p., ill., 30 cm (ISBN 2-7177-1165-1).
- Denise Gid, Catalogue des reliures françaises estampées à froid (XVe – XVIe siècles) de la Bibliothèque Mazarine, Paris, Éd. du Centre national de la recherche scientifique, coll. « Documents, études et répertoires / Institut de recherche et d'histoire des textes », 1984, 2 vol., XVI-725 p. (pagination continue), ill., 27 cm (ISBN 2-222-03388-8). — Tome I [lire en ligne] ; tome II [lire en ligne].
- Denise Gid et Marie-Pierre Laffitte, Les Reliures à plaques françaises, Turnhout, Brepols, coll. « Bibliologia » (no 15), 1997, XXXVII-381 p., ill., 27 cm (ISBN 2-503-50534-1).
- Aurélia Streri, Les Reliures à petits fers de la seconde moitié du XVe siècle en France, s. l., A. Streri, 2002, 125 p., 30 cm. — Bibliogr. p. 119-125. Mémoire de maîtrise (Histoire de l'art, Paris 1, 2002).
- Nathalie Coilly, « La Reliure d'étoffe en France, dans les librairies de Charles V et de ses frères, fin XIVe-début XVe siècle », dans La Reliure médiévale : pour une description normalisée : actes du colloque international, Paris, 22-24 mai 2003, organisé par l'Institut de recherche et d'histoire des textes (CNRS), Turnhout, Brepols, coll. « Reliures médiévales des bibliothèques de France » (no hors série), 2008 (ISBN 978-2-503-52876-2), p. 277-286, fig.
- Nathalie Coilly, « La Reliure d'étoffe à l'époque de Charles V », Bulletin du bibliophile, no 1,‎ 2001, p. 7-35, ill. — Compte-rendu par Michèle Henry [lire en ligne].
- Nathalie Coilly, « Reliures d'étoffe dans les bibliothèques des Valois », Hypothèses : Les Carnetiers de l'IRHT,‎ 14 septembre 2015, [Open édition], tabl. (lire en ligne). — IRHT = Institut de recherche et d'histoire des textes.
- Nathalie Coilly, La Reliure d'étoffe au temps des princes Valois (seconde moitié du XIVe-début du XVe siècle), s. l., N. Coilly, 1999, 3 vol., [68] pl., ill. en noir et en coul., 30 cm. — Bibliogr. p. 40-57. Thèse pour l'obtention du diplôme d'archiviste-paléographe.
- Livres en broderie : reliures françaises du Moyen Âge à nos jours : [Exposition, Bibliothèque nationale de France et bibliothèque de l'Arsenal, Paris, 30 novembre 1995-25 février 1996] (catalogue sous la dir. de Sabine Coron et Martine Lefèvre), Paris, Bibliothèque nationale de France, 1995, 191 p., ill. en noir et en coul., 32 cm (ISBN 2-7177-1952-0). — Bibliogr. p. 187. Index.
- Maurice Piquart, « Les Livres du cardinal de Granvelle à la bibliothèque de Besançon : les reliures françaises de Granvelle », Trésors des bibliothèques de France, Paris, G. Van Oest, vol. VII, fascicule 25,‎ 1942, p. 16-29, ill.

#### Auvergne-Rhône-Alpes
- Pascale Chevalier et Arlette Maquet, « L'Évangéliaire carolingien de Gannat », Hortus artium medievalum, vol. 5,‎ 1999, p. 209-217, ill.
- Danielle Gaborit-Chopin, « La Reliure des Évangiles de Gannat », Art de l'enluminure, no 28,‎ 2009, p. 44-47, ill.
- René Rigodon, « Notice sur l'Évangéliaire de Gannat », Bulletin de la Société d'émulation du Bourbonnais,‎ juillet-décembre 1933. — Première partie : La Reliure, no 7-8, juillet-août 1933, p. 188-196, ill. [lire en ligne] ; deuxième partie : Le Manuscrit, no 11-12, novembre-décembre 1933, p. 305-315, ill. [lire en ligne].
- Louis Virlogeux, « L'Évangéliaire carolingien de Gannat », Les Cahiers bourbonnais,‎ 2002-2003. — Première partie, no 180, 2002, p. 49-50 ; deuxième partie, no 181, 2002, p. 49-52 ; troisième partie, no 182, 2002-2003, p. 71-73, ill. Autre édition dans : Église en Bourbonnais, n° 1373, janvier 2000, p. 15-16, 38-39, 84-86, ill.
- Anne-Catherine Fraeys de Veubeke, « Une reliure des Croisiers de Huy à l'abbaye cistercienne de Moulins », Bulletin du bibliophile, no double 3-4,‎ 1977, p. 325-347.
- Marie-Madeleine Gauthier, « Un style et ses lieux : les ornements métalliques de la Bible de Souvigny », Gesta (University of Chicago), vol. 20, no 1 « Essays in honor of Harry Bober »,‎ 1981, p. 141-153, fig.
- Natalis Rondot, « Les Relieurs de livres à Lyon [XIVe – XVIIe siècles] », Bulletin du bibliophile,‎ 1896, p. 285-297 (lire en ligne).
- Myriam Éveno, Josiane Bellit et Witold Nowik, « La Bible de Théodulfe (IXe siècle) de la cathédrale du Puy-en-Velay : identification du colorant des feuillets pourprés et restauration du volume », Support/Tracé, no 3,‎ 2003, p. 16-24.
- Roger Vallentin Du Cheylard, « Delphinalia : Écrivain en lettre de forme, imprimeurs, libraires, merciers et relieurs valentinois (XVe et XVIe siècles) », Bulletin de la Société d'archéologie et de statistique de la Drôme, vol. 53 et 54,‎ 1919-1920.
  - Première partie, 1919, p. 17-51 [lire en ligne] ; deuxième partie, 1919, p. 176-193 [lire en ligne] ; troisième partie, 1920, p. 182-193 [lire en ligne]. — Tiré à part sous le même titre (Valence, Imprimerie de J. Céas et fils, 1920, 60 p., in-8°).

#### Bourgogne-Franche-Comté
- Marc Gil, « Huit plaques émaillées du XIIe siècle remployées sur la reliure d'un évangéliaire de l'abbaye Saint-Pierre-le-Vif de Sens des années 1240-1250 (Sens, bibliothèque municipale, ms 3) », dans L'Œuvre de la Meuse, t. [2] : Orfèvrerie septentrionale XIIe et XIIIe siècles : actes de la journée d'études, 14 novembre 2014, Liège, Trésor de la Cathédrale, 2016 (ISBN 9782875221773 et 2875221779), p. 66-83.
- Marie-Françoise Damongeot, « Les Reliures médiévales de l'abbaye de Cîteaux : quelques points de méthode pour l'histoire d'une bibliothèque », dans La Reliure médiévale : pour une description normalisée : actes du colloque international, Paris, 22-24 mai 2003, organisé par l'Institut de recherche et d'histoire des textes (CNRS), Turnhout, Brepols, coll. « Reliures médiévales des bibliothèques de France » (no hors série), 2008 (ISBN 978-2-503-52876-2), p. 267-275, ill.
- Pierre Gras, « Dans les reliures des manuscrits de Cîteaux », dans Mélanges à la mémoire du père Anselme Dimier, t. 2 (3e vol. de la série) : Histoire cistercienne, Pupillin, B. Chauvin, 1984 (ISBN 2-904690-04-2), p. 693-696.
- Coraline Rey, « Une reliure fin XVe s. disparue », Hypothèses : Armaria,‎ 24 novembre 2017, [Open édition], ill. en coul. (lire en ligne). — Concerne un registre de l’abbaye de Cîteaux.
- Jean-Louis Alexandre et Claire Maître, Catalogue des reliures médiévales conservées à la bibliothèque municipale d'Autun ainsi qu'à la Société éduenne, Turnhout, Brepols, coll. « Catalogue des reliures médiévales » (no 1), 1997, 124 p., 98 pl., ill. en noir et en coul., 30 cm (ISBN 2-503-50708-5). — Bibliogr. p. 20. Index. Compte-rendu d'Emmanuel Poulle [lire en ligne].
- François Deshoulières, « Un plat de reliure mosan au musée de Cluny », Bulletin monumental, no 85,‎ 1926, p. 214 (lire en ligne).
- Jacques Meurgey de Tupigny, « Note sur les fers de reliure de l'abbaye et de la ville de Cluny », Archives de la Société française des collectionneurs d'ex-libris et de reliures artistiques, nos 4-5-6,‎ avril-juin 1929. — Tiré à part : Paris, Société française des collectionneurs d'ex-libris et de reliures artistiques, 1929, 8 p., ill., grd in-8°.
- Thomas Roche, « Sur la piste du cartulaire dépecé du prieuré de Perrecy-les-Forges : redécouverte d'un témoin de la tradition du « testament d'Eccard » aux archives de l'Eure », BUCENA : Bulletin du Centre d'études médiévales (Auxerre), no 24.2,‎ 2020, [Open édition], ill. en coul. (lire en ligne).

#### Centre-Val de Loire
- Jean-Louis Alexandre, Geneviève Grand et Guy Lanoë, Bibliothèque municipale de Vendôme, Turnhout, Brepols, coll. « Reliures médiévales des bibliothèques de France » (no 2), 2000, 289 p., ill. en noir et en coul., 27 cm (ISBN 2-503-51014-0). — Bibliogr. p. 273-274. Glossaire. Index.
- Guy Lanoë, « La Reliure du manuscrit 193 de Vendôme », Hypothèses : Les Carnetiers de l'IRHT,‎ 2017, [Open édition], ill. en coul. (lire en ligne). — IRHT = Institut de recherche et d'histoire des textes.
- Jean Vezin, « Onze reliures de la Trinité de Vendôme réalisées sous l'abbatiat de Geoffroy (1093-1132) », dans La Tradition vive : mélanges d'histoire des textes en l'honneur de Louis Holtz, Turnhout, Brepols, coll. « Bibliologia » (no 20), 2003 (ISBN 2-503-51321-2), p. 43-52.
- Jean-Louis Alexandre, « Les Reliures à Fleury du IXe au XIIe siècle », dans Lumières de l'an mil en Orléanais : autour du millénaire d'Abbon de Fleury : [exposition au Musée des beaux-arts d'Orléans, 16 avril-11 juillet 2004], Turnhout, Brepols [et] Orléans, Musée des beaux-arts, 2004 (ISBN 2-503-51586-X), p. 207.
- Jean-Louis Alexandre et Guy Lanoë (collab. Aurélie Bosc-Lauby et Geneviève Grand), Médiathèque d'Orléans, Turnhout, Brepols, coll. « Reliures médiévales des bibliothèques de France » (no 3), 2004, 317 p., ill. en noir et en coul., 27 cm + 1 CD-ROM (ISBN 2-503-51192-9). — Bibliogr. p. 293-295. Glossaire. Index.
- Jean Jenny, « Sur deux types de reliures à plaque conservées à la Bibliothèque municipale de Bourges », Revue française d'histoire du livre, no 36,‎ 1982, p. 315-335.

#### Grand Est
- Jean-Louis Alexandre, Geneviève Grand et Guy Lanoë, Bibliothèque municipale de Reims, Turnhout, Brepols, coll. « Reliures médiévales des bibliothèques de France » (no 4), 2009, 513 p., ill., 27 cm (ISBN 978-2-503-51746-9). — Bibliogr. p. 473-474. Index. Compte-rendu par Marie-Pierre Laffitte [lire en ligne].
- Élodie Lévêque et Claire Chahine, « Liber pilosus : les reliures cisterciennes de Clairvaux recouvertes de peau de phoque », Hypothèses : Les Carnetiers de l'IRHT,‎ 2017 (éd. mise à jour le 16 janvier 2018), [Open édition], ill. en coul. (lire en ligne). — IRHT = Institut de recherche et d'histoire des textes.
- Élodie Lévêque, « Les Reliures romanes de l'abbaye de Clairvaux : structure et matériaux », Gazette du livre médiéval, no 63,‎ 2017, p. 41-54, ill. (lire en ligne).
- Élodie Lévêque, « Les Reliures romanes de la bibliothèque de Clairvaux : étude archéologique et biocodicologique », Bulletin du Centre d'études médiévales, no 25.1,‎ 2021, [Open édition], ill. en noir et en coul. (lire en ligne). — Thèse de doctorat, sous la dir. de François Bougard (Paris Nanterre, 27 mai 2020).
- Élodie Lévêque, « Étude historique et technique de reliures romanes souples à partir de la collection de Clairvaux », Support/Tracé, no 20,‎ 2020, p. 69-81, ill.
- Élodie Lévêque, Cédric Lelièvre et Claire Chahine, « Parchemin mégissé : tentative de reproduction des cuirs des reliures médiévales de Clairvaux », Support/Tracé, no 19,‎ 2019, p. 116-125.
- Denise Gid et Jean-François Genest, « Gui de Troyes, moine de Clairvaux et relieur », dans Mélanges d'histoire de la reliure offerts à Georges Colin, Bruxelles, Librairie Fl. Tulkens, 1998, p. 53-62.
- Denise Gid et Jean-François Genest, « Sur quelques livres donnés à Clairvaux par Antoine Vérard et reliés à Troyes dans l'atelier de Macé Panthoul », Revue française d'histoire du livre, no 36,‎ 1982, p. 303-314.
- Natalis Rondot, « Les Relieurs de livres à Troyes, du XIVe au XVIe siècle », Bulletin du bibliophile,‎ 1898, p. 273-284 (lire en ligne).
- Lucien Morel-Payen (préf. Émile Dacier), Les Plus beaux manuscrits et les plus belles reliures de la bibliothèque de Troyes..., Troyes, J.-L. Paton, 1935, XVII-195 p., pl.
- Jacques Choux, « Plaque de reliure d'un évangéliaire carolingien de la cathédrale de Toul », Annales de l'Est, 5e série, vol. 9,‎ 1958, p. 65-67. — Autre édition dans : La Lorraine chrétienne au Moyen Âge : recueil d'études, Metz, Éditions Serpenoise, 1981  (ISBN 2-901647-21-9), p. 327-330.
- Gaston Save, « Reliure du XIVe siècle à la Bibliothèque d'Épinal », La Lorraine artiste, no 14,‎ 5 avril 1891, p. 223-224 (lire en ligne).
- Élisabeth Taburet-Delahaye, « Un manuscrit provenant de l'abbaye Saint-Pierre de Senones (Vosges) et sa reliure, au musée de Cluny », Bulletin de la Société nationale des antiquaires de France, vol. 1989,‎ 1991, p. 240-249, ill. (lire en ligne).
- Laurent Naas, « Une reliure d'une impression de Mentel provenant des dominicains de Sélestat retrouve son aspect d'origine », Annuaire (Les Amis de la Bibliothèque humaniste de Sélestat), vol. 62,‎ 2012, p. 27-30.
- Judith Kogel, European Genizah : text and studies, t. 3 : Sur les traces de la bibliothèque médiévale des Juifs de Colmar : reconstitution à partir des fragments conservés dans les reliures d'incunables, Leiden [et] Boston, Brill, coll. « Studies in Jewish history and culture » (no 56), 2019, IX-267 p., 58 pl., ill. en coul, 25 cm (ISBN 9789004399495 et 9004399496). — Bibliogr. p. 255-260. Index.

#### Hauts de France
- Berthe Van Regemorter, « Les Reliures des manuscrits de Clairmarais aux XIIe – XIIIe siècles », Scriptorium, t. V, no 1,‎ 1951, p. 99-100 (lire en ligne). — Autre édition dans : Bulletin trimestriel de la Société académique des antiquaires de la Morinie, t. XVII, 1952, p. 574-576.
- Jean Vezin, « Une reliure cistercienne du XIIe siècle (bibliothèque municipale de Saint-Omer, 137) », Reliure-Brochure-Dorure, no 15 « Spécial Noël »,‎ 1970, p. 31-35, ill.
- Lara Meersseman, « Étude du comportement mécanique d'une reliure de la fin du XVe siècle : le missel de Cambrai », CeROArt (conservation, exposition, restauration d'objets d'art) : EGG3,‎ 2013, [Open édition], ill. en coul. (lire en ligne).
- Frédéric Barbier, « Un atelier monastique de reliure aux XVe et XVIe siècles : Hasnon », Revue française d'histoire du livre, no 36,‎ 1982, p. 341-348.
- Andrée Bruchet, « Quelques reliures estampées signées de la fin du XVe et du début du XVIe siècle de la bibliothèque municipale de Lille », dans Mélanges d'histoire littéraire et de bibliographie offerts à Jean Bonnerot... par ses amis et ses collègues, Paris, Nizet, 1954, p. 81-91.
- Georges Colin, « Lille, centre de reliure à la fin du Moyen Âge », Gutenberg-Jahrbuch, vol. 67,‎ 1992, p. 352-367.
- Marc Gil, « Le Métier de relieur à Lille (v. 1400-1550), suivi d'une prosopographie des artisans du livre lillois », Bulletin du bibliophile, no 1,‎ 2002, p. 7-46.
- Jacques-Charles Lemaire, Les Reliures médiévales des manuscrits de la bibliothèque municipale de Lille, [Villeneuve-d'Ascq], Université Charles-de-Gaulle-Lille 3 [et] Lille, Bibliothèque municipale de Lille, 2004, 150 p., ill., 24 cm (ISBN 2-84467-063-6). — Bibliogr. p. 113-119. Glossaire. Index. Compte-rendu de Lucien Reynhout [lire en ligne].
- Jacques-Charles Lemaire, « Une reliure médiévale doublement « signée » : le cas du ms. Lille, B. M. 394 », dans La Bibliothèque de Lille fête les 40 ans de la Médiathèque Jean Lévy, Lille, Bibliothèque municipale, 2005, p. 72-75.
- Jean Vezin, « Six reliures carolingiennes de Saint-Amand », dans Mélanges d'histoire de la reliure offerts à Georges Colin, Bruxelles, Librairie Fl. Tulkens, 1998, p. 31-38.
- Jean Vezin, « Six reliures de cuir à décor estampé d'époque carolingienne provenant de l'abbaye de Saint-Amand », Bulletin de la Société nationale des antiquaires de France, vol. 1997,‎ 2001, p. 196-197 (lire en ligne).
- Frédéric Barbier, « Les Reliures carolingiennes de cuir estampé à la bibliothèque de Valenciennes », Bibliothèque de l'École des chartes, no 140 (2e fascicule),‎ 1982, p. 235-240 (lire en ligne).
- Erika Tober, L'Évolution des techniques de la reliure à l'abbaye de Corbie entre le IXe et le XIIe siècle : d'après les ouvrages à reliures carolingiennes et monastiques conservés au Département des manuscrits occidentaux de la Bibliothèque nationale de France, s. l., E. Tober, 2000, 2 vol., 304 p. (pagination continue), ill. en noir et en coul. ; 30 cm. — Bibliogr. p. 292-296. Mémoire de maîtrise (Archéologie médiévale, Paris 1, 2000).
- Guy Lanoë, « Deux reliures médiévales de Saint-Pierre de Beauvais. (À propos de plaques d'ivoire provenant de reliures.) », Scriptorium, no 66 (2e fascicule),‎ 2012, p. 317-336 (lire en ligne).
- Éloi Delbecque, « Marques personnelles, fers de reliure et ex-libris des évêques-comtes de Noyon, pairs de France », Revue française d'héraldique et de sigillographie, vol. 66,‎ 1996, p. 157-166.
- Léon Gruel, « Un fermail de reliure de l'époque carolingienne trouvé dans le département de l'Aisne en 1897 », Bulletin du bibliophile,‎ 1897, p. 677-678 (lire en ligne).

#### Île-de-France
- Léopold Delisle, Le Cabinet des manuscrits de la Bibliothèque impériale [puis nationale] : étude sur la formation de ce dépôt, comprenant les éléments d'une histoire de la calligraphie, de la miniature, de la reliure et du commerce des livres à Paris avant l'invention de l'imprimerie, Paris, Imprimerie impériale [puis] Imprimerie nationale, coll. « Histoire générale de Paris » (no 7), 1868-1881, 3 vol. + 1 atlas de pl., 35 cm.
  - Tome I [lire en ligne] ; tome II [lire en ligne] ; tome III [lire en ligne] ; atlas [lire en ligne].
- Jacques Guignard, « L'Atelier des reliures Louis XII et l'atelier de Simon Vostre », dans Studia bibliographica in honorem Herman de La Fontaine Verwey, Amstelodami, M. Hertzberger and C°, 1966 [i. e. 1968], p. 202-239, pl.
- Jacques Guignard, « Premières reliures parisiennes à décor doré : de l'atelier des reliures Louis XII à l'atelier du Maître d'Estienne, ou de Simon Vostre à Pierre Roffet », dans Humanisme actif : mélanges d'art et de littérature offerts à Julien Cain, t. 2, [Paris], Hermann, 1968, p. 229-249, pl.
- Amédée Boinet, « Reliures aux armes de prévôts des marchands et d'échevins de la Ville de Paris », Gutenberg-Jahrbuch, vol. 38,‎ 1963, p. 314-318.
- Amédée Boinet, « Reliures aux armes des premiers archevêques de Paris », Gutenberg-Jahrbuch, vol. 39,‎ 1964, p. 384-388, ill.
- Ève Defaÿsse, « Reliures médiévales de l'abbaye de Saint-Victor de Paris : un ensemble exceptionnellement bien conservé », Hypothèses : Carnet de la recherche à la Bibliothèque nationale de France,‎ 15 septembre 2021, [Open édition], ill. en coul. (lire en ligne).
- Henry Martin, « L'Évangéliaire de sainte Aure », Bulletin du bibliophile,‎ 1897.
  - Première partie, p. 385-394 [lire en ligne] ; deuxième partie, p. 451-460, 2 pl. [lire en ligne]. — Tirés à part : Paris, Techener, 1897, 27 p., 2 pl., in-8° ; Paris, H. Leclerc et P. Cornuau, 1897, 28 p., in-8°.
- Kouky Fianu, « Familles et solidarités dans les métiers du livre parisiens au XIVe siècle », Médiévales, no 19 (n° thématique intitulé Liens de famille : vivre et choisir sa parenté),‎ 1990, p. 83-90 (lire en ligne).
- Kouky Fianu, « L'Histoire des métiers du livre parisien aux XIVe et XVe siècles : présentation des sources », Gazette du livre médiéval, no 15,‎ 1989, p. 1-4 (lire en ligne).
- Kouky Fianu, Histoire juridique et sociale des métiers du livre à Paris (1275-1521), Montréal, Université de Montréal, 1991, 465-XXX p., ill., 30 cm (lire en ligne). — Bibliogr. p. 455-465. Thèse PhD, sciences médiévales (Montréal, Faculté des arts et des sciences, 1991).
- Kouky Fianu, « Les Professionnels du livre à la fin du XIIIe siècle : l'enseignement des registres fiscaux parisiens », Bibliothèque de l'École des chartes, t. 150, no 2,‎ 1992, p. 185-222, tabl. (lire en ligne).
- Kouky Fianu, La Réglementation des métiers du livre à Paris au XVe siècle : un indice de l'emprise croissante du pouvoir royal sur le monde universitaire, Amsterdam, Holland university press, 1996, 26 p., 21 cm. — Extrait de Lias, n° 23, 1996.
- Philippe Renouard, Documents sur les imprimeurs, libraires, cartiers, graveurs, fondeurs de lettres, relieurs, doreurs de livres... ayant exercé à Paris de 1450 à 1600, Paris, H. Champion, 1901, XI-365 p. (lire en ligne).
- Edmond Sénemaud, Un document inédit sur Antoine Vérard, libraire et imprimeur : renseignements sur le prix des reliures, des miniatures et des imprimés sur vélin, au XVe siècle, Angoulême, Imprimerie de A. Nadaud et Cie, 1859, 7 p. (lire en ligne). — Tirage : 100 ex. Extrait des Archives du bibliophile, no 17 ; a également paru dans le Bulletin de la Société archéologique et historique de la Charente (2e trimestre 1859). — Libraire-éditeur parisien.
- Gilbert-Robert Delahaye, « Une reliure armoriée de l'abbaye de Preuilly », Provins et sa région, vol. 129,‎ 1975, p. 88.

#### Normandie
- Jeanne Dupic, « Reliures du XIIIe siècle à la Bibliothèque de Rouen », Les Trésors des bibliothèques de France, Paris, G. Van Oest, vol. VII, fascicule 22,‎ 1937, p. 81-87, pl.

#### Nouvelle-Aquitaine
- Louis Desgraves, Dictionnaire des imprimeurs, libraires et relieurs de la Dordogne, des Landes, du Lot-et-Garonne et des Pyrénées-Atlantiques (XVe – XVIIIe siècles), Baden-Baden, V. Koerner, coll. « Bibliotheca bibliographica Aureliana » (no 175), 2005, 156 p., 24 cm (ISBN 3-87320-175-5). — Bibliogr. p. 135-140.
- Louis Desgraves, Dictionnaire des imprimeurs, libraires et relieurs de Bordeaux et de la Gironde : XVe – XVIIIe siècles, Baden-Baden [et] Bouxviller, V. Koerner, coll. « Bibliotheca bibliographica Aureliana » (no 145), 1995, 325 p., 24 cm (ISBN 3-87320-145-3).
- Geneviève François, « Plaque de croix entaillée (Limoges, XIIIe siècle) sur la reliure de l'eucologe de Saint-Seurin de Bordeaux », dans Autour de Saint-Seurin : lieu, mémoire, pouvoir, des premiers temps chrétiens à la fin du Moyen Âge : actes du colloque de Bordeaux, 12-14 octobre 2006, organisé par l'Institut Ausonius, l'Université de Bordeaux 3 et le Service régional de l'archéologie d'Aquitaine, Bordeaux, Ausonius, coll. « Mémoires » (no 21), 2009 (ISBN 9782356130129), p. 123-126.
- Élisabeth Antoine, « Plats de reliure et appliques », dans L'Œuvre de Limoges : émaux limousins du Moyen Âge : [exposition], Paris, Musée du Louvre, 23 octobre 1995-22 janvier 1996..., Paris, Réunion des musées nationaux, 1995 (ISBN 2-7118-3305-4), p. 329-331.
- Bernard Descheemaeker, « Une plaque de reliure limousine avec la Crucifixion attribuable au maître « aux asters ciselés », Bulletin de la Société archéologique et historique du Limousin, vol. 127,‎ 1999, p. 115-123.
- Jean-Joseph Marquet de Vasselot, « Une plaque de reliure limousine au musée du Louvre », dans Fondation Eugène Piot, Monuments et mémoires publiés par l'Académie des inscriptions et belles-lettres, t. 32, Paris, Ernest Leroux, 1932 (lire en ligne), p. 107-118, ill.
- Danielle Gaborit-Chopin, « Les Reliures limousines vers 1200 : originaux et copies », Cahiers archéologiques, no 53,‎ 2009-2010, p. 89-110. — Résumé [lire en ligne].
- Marie-Madeleine Gauthier, Notes sur l'émaillerie de Limoges : une plaque de reliure champlevée, la Crucifixion (à M. Henri Seyrig, Paris), Limoges, Imprimerie R. Guillemot et L. de Lamothe, 1961, 11 p., fig., 24 cm. — Extrait du Bulletin de la Société archéologique et historique du Limousin, vol. LXXXVIII, 1960, p. 93-103.
- Marie-Madeleine Gauthier, « Les Reliures en émail de Limoges conservées en France : recensement raisonné », dans Humanisme actif : mélanges d'art et de littérature offerts à Julien Cain, t. 1, [Paris], Hermann, 1968, p. 271-286, 6 pl. — Compte-rendu d'Alain Erlande-Brandenburg [lire en ligne].
- Xavier Barbier de Montault, « Un évangéliaire à reliure émaillée », Bulletin de la Société scientifique, historique et archéologique de la Corrèze, vol. 18,‎ 1896, p. 209-213 (lire en ligne).

#### Occitanie
- Alice Mary Colby-Hall, « Note sur une reliure mutilée d'un missel médiéval de l'abbaye de Saint-Guilhem-le-Désert », Études héraultaises, vol. 39,‎ 2009, p. 41-43, ill. (lire en ligne).
- Alphonse Blanc, « Un compte de reliure de deux thalamus de Narbonne au XIVe siècle », Bulletin de la Commission archéologique de Narbonne,‎ 1890-1891, p. 460-468 (lire en ligne).
- Anatole Claudin, « Les Enlumineurs, les relieurs, les libraires et les imprimeurs de Toulouse aux XVe et XVIe siècles (1473-1530) : documents et notes pour servir à leur histoire », Bulletin du bibliophile,‎ 1892-1893.
  - Première partie, 1892, p. 546-561 [lire en ligne] ; deuxième partie, 1893, p. 1-24 [lire en ligne] ; troisième partie, 1893, p. 142-165 [lire en ligne]. — Tiré à part : Paris, A. Claudin, 1893, 67 p., in-8°.

#### Pays de la Loire
- Louis de Farcy, « L'Ancien trésor de la cathédrale d'Angers : Textes enrichis d'or et d'argent », Revue de l'art chrétien : organe de la Société de Saint-Jean, 2e série, vol. XV (XXXIIe de la collection),‎ 1881, p. 307-310 (lire en ligne).

#### Provence-Alpes-Côte d’Azur
- Denis Carvin (préf. Gabrielle Démians d'Archimbaud), La Reliure médiévale d'après les fonds des bibliothèques d'Aix-en-Provence, Avignon, Carpentras et Marseille, Arles, Centre interrégional de conservation des livres, 1988, 159-[73] p., ill., 29 cm (ISBN 2-9502717-0-7). — Bibliogr. p. 145-149. Index. Titre de couv. : La Reliure médiévale du XIVe et XVe siècles. Compte-rendu de Carlo Federici [lire en ligne].

### Espagne — Portugal
- Michel Garel, « Une reliure mudéjar », Revue française d'histoire du livre, no 37,‎ 1982, p. 805-810.
- Thérèse Metzger, « Les Arts du livre (calligraphie, décoration, reliure) chez les Juifs d'Espagne à la veille de l'expulsion », dans 1492 : l'expulsion des Juifs d'Espagne : actes du colloque international tenu à la Sorbonne du 11 au 13 mai 1992, organisé par le Centre d'études juives de l'Université Paris-Sorbonne, Paris, Maisonneuve et Larose, coll. « Quatre fleuves », 1996 (ISBN 2-7068-1145-5), p. 163-182.
- Aires Augusto Nascimento, « La Couleur et l'image dans la couvrure des reliures médiévales : quelques données des sources portugaises », dans La Reliure médiévale : pour une description normalisée : actes du colloque international, Paris, 22-24 mai 2003, organisé par l'Institut de recherche et d'histoire des textes (CNRS), Turnhout, Brepols, coll. « Reliures médiévales des bibliothèques de France » (no hors série), 2008 (ISBN 978-2-503-52876-2), p. 359-368.
- Aires Augusto Nascimento, « La Reliure médiévale d'Alcobaça : une technique originale mal interprétée », Gazette du livre médiéval, no 15,‎ 1989, p. 19-22 (lire en ligne).
- Aires Augusto Nascimento, « Les Reliures médiévales du fonds Alcobaça de la Bibliothèque nationale de Lisbonne », dans Calames et cahiers : mélanges de codicologie et de paléographie offerts à Léon Gilissen, Bruxelles, Centre d'étude des manuscrits, coll. « Les Publications de Scriptorium » (no 9), 1985, p. 107-117.

### Italie
- Vittorio De Toldo, L'Art italien de la reliure du livre (XVe – XVIe siècle), Milano, Bottega di poesia, coll. « Monographies d'arts décoratifs » (no 3), 1924, 31 p., ill. en noir et en coul., 25 cm. — Compte-rendu de Jean Cordey [lire en ligne].
- Paola Munafo, « Le Recensement des reliures médiévales conservées dans les bibliothèques italiennes », dans La Reliure médiévale : pour une description normalisée : actes du colloque international, Paris, 22-24 mai 2003, organisé par l'Institut de recherche et d'histoire des textes (CNRS), Turnhout, Brepols, coll. « Reliures médiévales des bibliothèques de France » (no hors série), 2008 (ISBN 978-2-503-52876-2), p. 19-24.
- Federico Macchi, « Le Recensement des reliures dans les bibliothèques milanaises Braidense et Trivulziana : expérience pour l'Italie et l'étranger », dans La Reliure médiévale : pour une description normalisée : actes du colloque international, Paris, 22-24 mai 2003, organisé par l'Institut de recherche et d'histoire des textes (CNRS), Turnhout, Brepols, coll. « Reliures médiévales des bibliothèques de France » (no hors série), 2008 (ISBN 978-2-503-52876-2), p. 13-18.
- Guido Vianini Tolomei, « Reliures romaines d'archives des XVe et XVIe siècles », Bulletin du bibliophile, no 2,‎ 1993, p. 294-320.
- Paul Canart, « Les Reliures des XVe – XVIIe siècles parmi les Vaticani Graeci », Studi e testi, no 284,‎ 1979, p. 144-167.
- Louis Duval-Arnould, « Une reliure enluminée du XIIIe siècle (Bibliothèque vaticane, Vat. lat. 13125) », dans Mélanges d'histoire de la reliure offerts à Georges Colin, Bruxelles, Librairie Fl. Tulkens, 1998, p. 39-45.
- Georges Duplessis, Reliure italienne du XVe siècle en argent niellé, Paris, A. Lévy, 1888, 6 p., pl., in-f° (lire en ligne). — Extrait de la Gazette archéologique, vol. 13, 1888, p. 295-298.
- Émile Molinier, « Une reliure du trésor de la basilique royale de Monza », L'Art : revue bimensuelle illustrée, vol. LV,‎ 1893, p. 169-172, ill. (lire en ligne).
- Anthony Hobson, « Les Reliures italiennes de la bibliothèque de François Ier », Revue française d'histoire du livre,‎ 1982, p. 409-426.
- Maurice Piquart, « Les Livres du cardinal de Granvelle à la bibliothèque de Besançon : les reliures italiennes », Libri : international journal of libraries and information services, vol. 1,‎ 1951, p. 301-323, ill.
- Philippe Hoffmann, « Reliures crétoises et vénitiennes provenant de la bibliothèque de Francesco Maturanzio et conservées à Pérouse », dans Mélanges de l'École française de Rome, t. 94, Paris, diff. De Boccard, 1982 (lire en ligne), p. 729-757, pl.
- Paul Canart, « Reliures et codicologie : les manuscrits grecs de la famille Barbaro », dans Calames et cahiers : mélanges de codicologie et de paléographie offerts à Léon Gilissen, Bruxelles, Centre d'étude des manuscrits, coll. « Les Publications de Scriptorium » (no 9), 1985, p. 13-25. — Autre édition dans : Études de paléographie et de codicologie, Città del Vaticano, Biblioteca apostolica vaticana, coll. « Studi e testi » (no 450 et no  451), 2008, 2 vol., XXVI-1407 p. (pagination continue) (ISBN 978-88-210-0843-6), p. 817-830.
- Michel Wittock, « À propos de deux reliures au médaillon exécutées pour César Borgia, duc de Valentinois », La Bibliofilia, vol. 102, no 1,‎ 2000, p. 33-45. — Autre édition dans : Cento anni di Bibliofilia : atti del convegno internazionale, Biblioteca nazionale centrale di Firenze, 22-24 aprile 1999, Firenze, L. S. Olschki, 2001 (ISBN 88-222-5002-8).
- Philippe Lauer, « Les Reliures des manuscrits des rois aragonais de Naples conservées à la Bibliothèque nationale », Bulletin philologique et historique (jusqu'à 1715) du Comité des travaux historiques et scientifiques,‎ 1928-1929, p. 121-130, pl. (lire en ligne).
- Thierry Aubry, « Restauration de deux reliures de la bibliothèque des rois aragonais de Naples », Patrimoines : revue de l'Institut national du patrimoine, no 14,‎ 2018-2019, p. 124-131, ill.
- Nathalie Pingaud, Analyses micrographiques d'ais de reliures du XVe siècle sur des manuscrits italiens provenant de Pavie et de Naples, s. l., N. Pingaud, 1996, 135 p., ill. en noir et en coul., 30 cm. — Bibliogr. p. 132-135. Mémoire pour l'obtention du diplôme d'expert micrographe des bois, Xylologie (Paris IV, 1996).
- Nathalie Pingaud, « Analyses micrographiques d'ais de reliures italiennes du XVe siècle provenant de Pavie et de Naples », Coré, no 6,‎ mai 1999, p. 44-47.
- Marie-Emmanuelle Meyohas, « Les Deux plats de reliure : remarques sur la technique de mise en œuvre, traitement de conservation », dans L'Evangeliaro di Novara..., Novara, Istituto geografico De Agostini, 1990, p. 113-117.
- Sophie Desrosiers, « Le Tissu employé dans la reliure », dans L'Evangeliaro di Novara..., Novara, Istituto geografico De Agostini, 1990 (lire en ligne), p. 118-121, ill.
- Maria Luisa Agati, Paul Canart et Carlo Federici, « Giovanni Onorio da Maglie, « instaurator librorum graecorum » à la fin du Moyen Âge », Scriptorium, no 50 (2e fascicule),‎ 1996, p. 363-369 (lire en ligne).

### Serbie
- Gordana Blagojević, « L'Art de la reliure en Serbie du temps des manuscrits à l'époque numérique », Études balkaniques : Cahiers Pierre Belon, no 24,‎ 2020, p. 311-328.

### Bulgarie
- Athanasios G. Semoglu, « À propos du moule métallique des reliures des évangéliaires du Musée archéologique national de Sofia », Problemi na izkustvoto (Sophia), no 2,‎ 2011, p. 39-41, ill. (lire en ligne). — Moule servant à la réalisation de reliures en argent.

### Macédoine
- Todor Gerasimov, « La Reliure en argent d'un évangéliaire du XIVe siècle à Ochrida », Zbornik Radova Vizantološkog Instituta, vol. 12,‎ 1970, p. 139-142.

### Grèce
- Berthe Van Regemorter, « La Reliure des manuscrits grecs », Scriptorium, t. VIII, no 1,‎ 1954, p. 3-23, fig. (lire en ligne).
- Berthe Van Regemorter, « La Reliure des manuscrits grecs et l'Égypte », dans Tome commémoratif du millénaire de la Bibliothèque patriarcale d'Alexandrie, Alexandrie, s. n., coll. « Publications de l'Institut d'études orientales de la Bibliothèque patriarcale d'Alexandrie » (no 2), 1953, p. 62-66.
- Basile Atsalos, « Sur quelques termes relatifs à la reliure des manuscrits grecs », dans Studia codicologica, Berlin, Akademie-Verlag, coll. « Texte und Untersuchungen zur Geschichte der altchristlichen Literatur » (no 124), 1977, p. 15-42.
- Paul Canart, « Les Reliures des XVe – XVIIe siècles parmi les Vaticani Graeci », Studi e testi, no 284,‎ 1979, p. 144-167.
- Paul Canart, « Reliures et codicologie : les manuscrits grecs de la famille Barbaro », dans Calames et cahiers : mélanges de codicologie et de paléographie offerts à Léon Gilissen, Bruxelles, Centre d'étude des manuscrits, coll. « Les Publications de Scriptorium » (no 9), 1985, p. 13-25. — Autre édition dans : Études de paléographie et de codicologie, Città del Vaticano, Biblioteca apostolica vaticana, coll. « Studi e testi » (no 450 et no  451), 2008, 2 vol., XXVI-1407 p. (pagination continue) (ISBN 978-88-210-0843-6), p. 817-830.
- Christian Förstel, « L'Étude des reliures byzantines et son apport à l'histoire du livre grec », dans La Description des reliures orientales : conservation, aspects juridiques et prise de vue, London, Archetype Publications, 2013 (ISBN 9781909492028, lire en ligne), p. 7-12.
- Charles Astruc, « Isidore de Thessalonique et la reliure à monogramme du Parisinus Graecus 1192 », Revue française d'histoire du livre, no 36,‎ 1982, p. 261-272, ill. — Correctif de l'auteur : « Tout ce qui concerne (p. 261, 267, 272) la date de la reliure doit être corrigé. La reliure parvenue jusqu'à nous a été exécutée vers 1550-1560 au monastère de Sainte-Anastasie Pharmacolytria (de la reliure du XIVe s. subsiste l'ombilic de cuivre qui — remployé — orne le plat inférieur du nouveau revêtement) : voir Dominique Grosdidier de Matons, L'Atelier du monastère de Sainte-Anastasie Pharmacolytria en Chalcidique » [ouvrage décrit dans la notice suivante] (Paul Géhin, « In memoriam : Charles Astruc (1916-2011) », Revue des études byzantines, no 70,‎ 2012, p. 353-358 (lire en ligne)). Voir la notice suivante :
- Dominique Grosdidier de Matons (sous la dir. de Jean Irigoin), Recherches sur les reliures byzantines : l'atelier du monastère de Sainte-Anastasie Pharmacolytria en Chalcidique, Paris, s. n., 1984, 2 vol., 355 p. (pagination continue), ill., tabl., 30 cm. — Mémoire, Histoire du livre (Paris, IVe section de l'École pratique des hautes études, 1984).
- Michel Cacouros, « L'Activité de reliure déployée au monastère de Dionysiou (Athos) : caractéristiques, orientations et témoignages », dans La Reliure médiévale : pour une description normalisée : actes du colloque international, Paris, 22-24 mai 2003, organisé par l'Institut de recherche et d'histoire des textes (CNRS), Turnhout, Brepols, coll. « Reliures médiévales des bibliothèques de France » (no hors série), 2008 (ISBN 978-2-503-52876-2), p. 133-154.
- Michel Cacouros, « L'Atelier de reliure de Dionysiou (Athos) : l'activité d'Ignatios de Chio », dans Vivlioamphiastis : [actes du VIe colloque international de paléographie grecque (Drama 21-27 septembre 2003)], Athènes, Ellēnikē Etaireia Bibliodesias, 2008.
- Jean Irigoin, « Une reliure de l'Athos au monogramme des Paléologues (Stavronikita 14) », Palaeoslavica : International Journal for the Study of Slavic Medieval Literature, History, Language and Ethnology, vol. 10, no 1,‎ 2002, p. 175-179. — Fait partie des Essais présentés à Ihor Sevcenko à l'occasion de son quatre-vingtième anniversaire par ses collègues et étudiants (édités par Peter Schreiner et Olga Strakhov).
- Dominique Grosdidier de Matons et Philippe Hoffmann, « Un groupe de reliures byzantines provenant du monastère de Kastamonitou », Bollettino del Istituto centrale della patologia del libro, nos 44-45,‎ 1990-1991, p. 327-369.
- Stéphane Ipert et François Vinourd, « Un groupe particulier de reliures byzantines au monastère saint Jean de Patmos », dans [Vivlioamphiastis 3 : The Book in Byzantium : proceedings of an International Symposium, Athens 13-16 october 2005], Athens, Hellenic Society for Bookbinding, Institute for Byzantine Research-National Hellenic Research Foundation, Byzantine and Christian Museum, 2008 (ISBN 978-960-214-278-3, lire en ligne), p. 249-264, ill. en coul.
- Paul Gehin, « Du Prodrome de Sozopolis à la Panaghia de Chalki : copistes, restaurateurs et relieurs, de la fin du XVe siècle au début du XVIIe siècle », dans Vivlioamphiastis : [actes du VIe colloque international de paléographie grecque (Drama 21-27 septembre 2003)], Athènes, Ellēnikē Etaireia Bibliodesias, 2008, p. 285-326.
- Matoula Kouroupou et Paul Gehin, Catalogue des manuscrits conservés dans la Bibliothèque du Patriarcat œcuménique : les manuscrits du monastère de la Panaghia de Chalki, Turnhout, Brepols, 2008, 2 vol. (dont 1 d'illustrations) (ISBN 978-2-503-52929-5). — Bibliogr. p. 47-54. Contient une description détaillée des reliures.
- Philippe Hoffmann, « Reliures crétoises et vénitiennes provenant de la bibliothèque de Francesco Maturanzio et conservées à Pérouse », dans Mélanges de l'École française de Rome, t. 94, Paris, diff. De Boccard, 1982 (lire en ligne), p. 729-757, pl.
- Jean Irigoin, « Un groupe de reliures crétoises (XVe siècle) », Κρητικὰ Χρονικὰ, nos 15-16 « Actes du premier Congrès international d'études crétoises (1961-1962) »,‎ 1963, p. 102-112, ill. (lire en ligne).

### Chypre
- Dominique Grosdidier de Matons et Philippe Hoffmann, « Reliures chypriotes à la Bibliothèque nationale de Paris », dans Proto diethnes symposio Mesaionikes Kypriakes palaiographias : 3-5 september 1984, first international symposium on mediaeval Cypriot palaeography, Nicosie, Leukosia Cyprus Research Centre, coll. « Epetērida » (no 17), 1989, p. 209-259.

## Afrique

### Maroc
- Prosper Ricard, « Reliures marocaines du XIIIe siècle : notes sur les spécimens d'époque et de tradition almohades », Hespéris : archives berbères et Bulletin de l'Institut des hautes études marocaines, vol. XVII, no II,‎ 1933, p. 109-127, ill. (lire en ligne).
- Prosper Ricard, « Sur un type de reliure des temps almohades », Ars Islamica, vol. 1, no 1,‎ 1934, p. 74-79, ill. (lire en ligne).

### Tunisie
- Georges Marçais et Louis Poinssot (collab. Lucien Gaillard), Objets kairouanais, IXe au XIIIe siècle : reliures, verreries, cuivres et bronzes, bijoux, Tunis, Tournier [et] Paris, Vuibert et Klincksieck, coll. « Notes et documents / publiés par la Direction des antiquités et des arts, Tunis » (no XI, fascicules 1 et 2), 1948-1952, 2 vol., 586 p. (pagination continue), ill., 27 cm.
- Louis-Marie Michon, « Reliures de Kairouan », Revue archéologique, vol. 38,‎ 1951, p. 158-161 (lire en ligne).

### Égypte
- Jules Leroy, « Reliures coptes illustrées », dans Hommages à la mémoire de Serge Sauneron, t. 2 : Égypte post-pharaonique, Caire, Institut français d'archéologie orientale du Caire, coll. « Bibliothèque d'étude / Institut français d'archéologie orientale du Caire » (no 82), 1979, p. 175-186, 1 pl.
- Jean Doresse, « Les Reliures des manuscrits gnostiques coptes découverts à Khénoboskion », Revue d'égyptologie, no 13,‎ 1961, p. 27-49, ill.
- Berthe Van Regemorter, « La Reliure des manuscrits gnostiques découverts à Nag Hammadi », Scriptorium, t. XIV, no 2,‎ 1960, p. 225-234, fig. (lire en ligne).
- Berthe Van Regemorter, « La Reliure des manuscrits grecs et l'Égypte », dans Tome commémoratif du millénaire de la Bibliothèque patriarcale d'Alexandrie, Alexandrie, s. n., coll. « Publications de l'Institut d'études orientales de la Bibliothèque patriarcale d'Alexandrie » (no 2), 1953, p. 62-66.
- Vanessa Desclaux, « Le Plus ancien codex conservé avec sa reliure », Hypothèses : L'Antiquité à la BnF,‎ 2020, [Open édition], ill. en coul. (lire en ligne). — Manuscrit découvert à Coptos (Haute-Égypte), en 1889.

### Éthiopie
- Anne Regourd, « Reliures mobiles d'Éthiopie (Harar) », Support/Tracé, no 19,‎ 2019, p. 67-76, ill. en coul. (lire en ligne).

## Orient — Civilisations chrétiennes, hébraïques et musulmanes
- La Description des reliures orientales : conservation, aspects juridiques et prise de vue (études réunies par Raphaële Mouren), London, Archetype Publications, 2013, 56 p., ill. en coul., 30 cm (ISBN 9781909492028). — Études réunies dans le cadre du projet Studite.
- Paul Canart, « Reliure et histoire du livre manuscrit », dans La Description des reliures orientales : conservation, aspects juridiques et prise de vue, London, Archetype Publications, 2013 (ISBN 9781909492028), p. 2-3.
- Nathalie Casanova, « Quelle base de données pour le projet Studite ? », dans La Description des reliures orientales : conservation, aspects juridiques et prise de vue, London, Archetype Publications, 2013 (ISBN 9781909492028), p. 24-27.
- Agnès Maffre-Baugé, « Aspects juridiques de propriété et de diffusion du catalogue et des acquisitions photographiques », dans La Description des reliures orientales : conservation, aspects juridiques et prise de vue, London, Archetype Publications, 2013 (ISBN 9781909492028), p. 28-40.
- Pierre-Jérôme Jehel, « Photographier la reliure d'un livre : approche générale, de la théorie à la pratique », dans La Description des reliures orientales : conservation, aspects juridiques et prise de vue, London, Archetype Publications, 2013 (ISBN 9781909492028), p. 41-52.
- Romana Saghi Shirvani, Reliures orientales peintes laquées : Bibliothèque nationale de France, Département des manuscrits orientaux, s. l., R. S. Shirvani, 2011, 204 p., ill. en noir et en coul., 30 cm. — Bibliogr. p. 222-235. Version mise à jour de : Reliures laquées des manuscrits persans, indiens et turcs de la Bibliothèque nationale de France, mémoire de recherche approfondie, sous la dir. de Marthe Bernus-Taylor (Histoire de l'art, Paris, École du Louvre, 2000).
- François Vinourd, « Reliures anciennes de l'Orient chrétien », Art et métiers du livre, no 319,‎ 2017, p. 34-41.
- Thérèse Metzger, « Les Manuscrits hébreux et leurs reliures : la reliure du ms. hébr. 819 de la Bibliothèque nationale de Paris », Revue française d'histoire du livre, no 36,‎ 1982, p. 349-370.
- Denise Gid, « De l'importance de la reliure dans l'étude du livre », dans La Paléographie hébraïque médiévale : colloque international du Centre national de la recherche scientifique, Paris, 11-13 septembre 1972, Paris, Éditions du CNRS, coll. « Colloques internationaux du Centre national de la recherche scientifique » (no 547), 1974 (ISBN 2-222-01631-2), p. 167-170.
- André Vernet, « Ce que l'étude de la reliure peut apporter à l'histoire des textes », dans La Paléographie hébraïque médiévale : colloque international du Centre national de la recherche scientifique, Paris, 11-13 septembre 1972, Paris, Éditions du CNRS, coll. « Colloques internationaux du Centre national de la recherche scientifique » (no 547), 1974 (ISBN 2-222-01631-2), p. 171-174.
- François Déroche, « La Reliure islamique (VIIIe – XIIIe siècle) », dans La Reliure médiévale : pour une description normalisée : actes du colloque international, Paris, 22-24 mai 2003, organisé par l'Institut de recherche et d'histoire des textes (CNRS), Turnhout, Brepols, coll. « Reliures médiévales des bibliothèques de France » (no hors série), 2008 (ISBN 978-2-503-52876-2), p. 197-208.
- Marguerite Olagnier-Riottot, Les Reliures et les cuirs musulmans au Musée des arts décoratifs : étude historique et catalogue, s. l., M. Olagnier-Riottot, 1950, 61 p., 10 f., 28 cm. — Bibliogr. p. [11-12]. Mémoire de recherche approfondie (version d'origine) sous la dir. de Jean David-Weill (Paris, École du Louvre, 1950). Compte-rendu de Jean David-Weill dans : Musées de France : bulletin, 1950, p. 212-213.
- Bénédicte Steffen (sous le tutorat de Marie-Geneviève [Balty-] Guesdon), Les Décors des reliures à petits fers des manuscrits des Fonds arabe et persan de la BnF, Paris, Bibliothèque nationale de France, 2014, 199 p., ill., 30 cm. — Bibliogr. p. 34-37. Index.
- Yvette Sauvan, « L'Entrelacs et les lacis dans les reliures du XIVe et du XVe siècles : manuscrits arabes de la Bibliothèque nationale », Revue française d'histoire du livre, no 36,‎ 1982, p. 251-260.
- Bénédicte Steffen, Les Décors en forme de mandorle et leur évolution sur les reliures des manuscrits islamiques du 13e au 15e siècle, d'après un corpus de manuscrits issu des fonds arabe et persan de la Bibliothèque nationale de France, de la Staatsbibliothek de Berlin, de l'Universiteitsbibliotheek de Leyde et d'une collection privée, s. l., B. Steffen, 2016. — Thèse de doctorat (version d'origine), sous la dir. de François Déroche (Histoire de l'art de l'Islam, Paris, École des hautes études, 9 janvier 2016). Résumé [lire en ligne].

### Syrie
- François Déroche, « Quelques reliures médiévales de provenance damascaine », Revue des études islamiques, vol. 54,‎ 1986, p. 85-89, IV pl.

### Turquie
- Arménag Sakisian, « La Reliure turque du XVe au XIXe siècle », La Revue de l'art ancien et moderne,‎ 1927. — Première partie, vol. LI, p. 277-284, ill. [lire en ligne] ; deuxième partie, vol. LII, p. 141-154, ill. [lire en ligne] ; troisième partie, vol. LII, p. 286-298, ill. [lire en ligne].
- Annie Berthier, « Un aspect de la reliure turque : le papier marbré (d'après le fonds turc de la Bibliothèque nationale) », Revue française d'histoire du livre,‎ 1982, p. 605-620.
- Christian Förstel et François Vinourd, « Reliures constantinopolitaines des XIVe et XVe siècles : questions de localisation et de datation », dans Le Livre manuscrit grec : écritures, matériaux, histoire : actes du IXe Colloque international de paléographie grecque, Paris, 10-15 septembre 2018, Paris, Association des amis du Centre d'histoire et civilisation de Byzance, coll. « Travaux et mémoires » (no 24.1), 2020 (ISBN 978-2-916716-81-7), p. 209-232.
- Paul Gehin et Matoula Kouroupou, « Reliures d'époque Paléologue dans les fonds du Patriarcat œcuménique », dans [Vivlioamphiastis 3 : The Book in Byzantium : proceedings of an International Symposium, Athens 13-16 october 2005], Athens, Hellenic Society for Bookbinding, Institute for Byzantine Research-National Hellenic Research Foundation, Byzantine and Christian Museum, 2008 (ISBN 978-960-214-278-3, lire en ligne), p. 269-286.
- Matoula Kouroupou et Paul Gehin, Catalogue des manuscrits conservés dans la Bibliothèque du Patriarcat œcuménique : les manuscrits du monastère de la Panaghia de Chalki, Turnhout, Brepols, 2008, 2 vol. (dont 1 d'illustrations) (ISBN 978-2-503-52929-5). — Bibliogr. p. 47-54. Contient une description détaillée des reliures.
- Berthe Van Regemorter, « Le Codex relié à l'époque néo-hittite », Scriptorium, t. XII, no 2,‎ 1958, p. 177-181, fig. (lire en ligne).

### Arménie
- Berthe Van Regemorter, « La reliure arménienne », Pazmaveb, vol. CXI,‎ 1953, p. 200-204.
- Dickran Kouymjian, « Les Reliures à inscriptions des manuscrits arméniens », dans Arménie, la magie de l'écrit : [exposition, Marseille, Centre de la Vieille Charité, 27 avril-22 juillet 2007], Marseille, Musées de Marseille [et] Maison arménienne de la jeunesse et de la culture de Marseille, Paris, Somogy, 2007 (ISBN 978-2-7572-0057-5, lire en ligne), p. 236-247, ill. en coul.
- Dickran Kouymjian, « Les Reliures de manuscrits arméniens à inscriptions », dans Recherches de codicologie comparée : la composition du codex au Moyen Âge, en Orient et en Occident, Paris, Presses de l'École normale supérieure, coll. « Bibliologie », 1998 (ISBN 2-7288-0231-9).

### Perse/Iran
- Arménag Sakisian, « La Reliure dans la Perse occidentale sous les Mongols, au XIVe et au début du XVe siècle », Ars islamica, vol. 1, no 1,‎ 1934, p. 80-91, ill. (lire en ligne).
- Arménag Sakisian, « La Reliure persane au XVe siècle sous les Timourides », Revue de l'art, vol. LXVI,‎ 1934, p. 145-168, ill. (lire en ligne).
- Arménag Sakisian, « La Reliure persane au XVe siècle sous les Turcomans », Artibus Asiae, vol. VII, nos 1-4,‎ 1937, p. 210-223, fig.
- Bénédicte Steffen (sous le tutorat de Marie-Geneviève [Balty-] Guesdon), Les Décors des reliures à petits fers des manuscrits des Fonds arabe et persan de la BnF, Paris, Bibliothèque nationale de France, 2014, 199 p., ill., 30 cm. — Bibliogr. p. 34-37. Index.
- Francis Richard, « Trois reliures persanes laquées à décor animalier de la Bibliothèque nationale », Revue française d'histoire du livre, no 36 (nouvelle série),‎ 1982, p. 445-454, IV pl.

### Yémen
- Arianna D'Ottone (trad. Anne Regourd), « La Reliure arabo-yéménite médiévale : un projet d'étude », Chroniques du manuscrit au Yémen, no 4,‎ 2007, [Open édition], ill. (lire en ligne).

## Reliures byzantines
- Berthe Van Regemorter (avant-propos Jean Irigoin), « La Reliure byzantine », Revue belge d'archéologie et d'histoire de l'art, vol. 36, nos 1-2-3-4,‎ 1967, p. 99-142, 20 pl. — Tiré à part : Bruxelles, s. n., 1969, [143] p., 10 pl., in-4°.
- Dominique Grosdidier de Matons, « Nouvelles perspectives de recherche sur la reliure byzantine », dans Paleografia e codicologia greca : atti del II colloquio internazionale, Berlino-Wolfenbüttel, 17-21 ottobre 1983, t. 1, Alessandria, Ed. dell'Orso, coll. « Biblioteca di scrittura e civiltà » (no 3), 1991 (ISBN 88-7694-034-0), p. 409-427.
- Dominique Grosdidier de Matons et François Vinourd, « Description et catalogage des reliures byzantines », dans La Description des reliures orientales : conservation, aspects juridiques et prise de vue, London, Archetype Publications, 2013 (ISBN 9781909492028, lire en ligne), p. 13-23, ill. en coul.
- Les Reliures byzantines : description, reproduction, valorisation (éd. Raphaële Mouren), London, Archetype edition, 2013, 60 p. — « L'ouvrage est consacré aux questions relatives au traitement intellectuel et matériel des reliures grecques byzantines. »
- Christian Förstel, « L'Étude des reliures byzantines et son apport à l'histoire du livre grec », dans La Description des reliures orientales : conservation, aspects juridiques et prise de vue, London, Archetype Publications, 2013 (ISBN 9781909492028, lire en ligne), p. 7-12.
- Paul Canart, Dominique Grosdidier de Matons et Philippe Hoffmann, « L'Analyse technique des reliures byzantines et la détermination de leur origine géographique (Constantinople, Crète, Chypre, Grèce) », dans Scritture, libri e testi nelle aree provinciali di Bisanzio : atti del seminario di Erice, 18-25 settembre 1988, Spoleto, Centro italiano di studi sull'alto medioevo, coll. « Biblioteca del Centro per il collegamento degli studi medievali e umanistici nell'Università di Perugia » (no 5), 1991, 2 vol., XII-840 p. (pagination continue), p. 751-768, pl. — Autre édition dans : Études de paléographie et de codicologie, Città del Vaticano, Biblioteca apostolica vaticana, coll. « Studi e testi » (no 450 et no  451), 2008, 2 vol., XXVI-1407 p. (pagination continue) (ISBN 978-88-210-0843-6), p. 907-932.
- Dominique Grosdidier de Matons et François Vinourd, « Description d'une reliure byzantine : techniques et matériaux », dans The legacy of Bernard de Montfaucon : three hunderd years of studies on Greek handwriting ; proceedings of the Seventh International Colloquium of Greek Palaeography (Madrid-Salamanca, 15-20 september 2008), t. 1, Turnhout, Brepols, 2010 (ISBN 978-2-503-53671-2), p. 363-376, ill.
- Centre de conservation du livre, Étapes de fabrication d'une reliure byzantine : maquette de la reliure byzantine du Paris. gr. 2650, [Arles], Centre de conservation du livre, [2012], 50 p., ill. en coul. (lire en ligne). — Bibliogr. p. 44-50. « Support du stage Reliure byzantine, animé par François Vinourd, Arles, ancien couvent Saint-Césaire, 16-20 avril 2012. »
- Dominique Grosdidier de Matons et Philippe Hoffmann, « La Couture des reliures byzantines », dans Recherches de codicologie comparée : la composition du codex au Moyen Âge, en Orient et en Occident, Paris, Presses de l'École normale supérieure, coll. « Bibliologie », 1998 (ISBN 2-7288-0231-9), p. 205-258.
- Dominique Grosdidier de Matons, « Traces de deux opérations de coutures provisoires dans les manuscrits byzantins », dans Vivlioamphiastis : [actes du VIe colloque international de paléographie grecque (Drama 21-27 septembre 2003)], Athènes, Ellēnikē Etaireia Bibliodesias, 2008, p. 369-374.
- Isabelle Bonnard, Magali Dufour et Christian Förstel, « Étude d'une reliure byzantine du XIVe siècle et de sa mystérieuse tranchefile », Support/Tracé, no 19,‎ 2019, p. 142-149.
- Houlis Konstantinos, « Les Ornements de la reliure byzantine : questions d'iconologie et de rapport au texte », Études balkaniques : Cahiers Pierre Belon, no 24,‎ 2020, p. 87-113.
- Niki J. Tsironis, « Quelques observations sur la décoration des reliures et leurs représentations dans les premiers siècles de Byzance », Études balkaniques : Cahiers Pierre Belon, no 24,‎ 2020, p. 49-65.
- Dominique Grosdidier de Matons, « Fers en paires, triplets et « bouche-trous » dans la reliure byzantine », Gazette du livre médiéval, no 47,‎ 2005, p. 21-30 (lire en ligne).
- Charles Astruc, « Isidore de Thessalonique et la reliure à monogramme du Parisinus Graecus 1192 », Revue française d'histoire du livre, no 36,‎ 1982, p. 261-272, ill. — Correctif de l'auteur : « Tout ce qui concerne (p. 261, 267, 272) la date de la reliure doit être corrigé. La reliure parvenue jusqu'à nous a été exécutée vers 1550-1560 au monastère de Sainte-Anastasie Pharmacolytria (de la reliure du XIVe s. subsiste l'ombilic de cuivre qui — remployé — orne le plat inférieur du nouveau revêtement) : voir Dominique Grosdidier de Matons, L'Atelier du monastère de Sainte-Anastasie Pharmacolytria en Chalcidique » [ouvrage décrit dans la notice suivante] (Paul Géhin, « In memoriam : Charles Astruc (1916-2011) », Revue des études byzantines, no 70,‎ 2012, p. 353-358 (lire en ligne)). Voir la notice suivante :
- Dominique Grosdidier de Matons (sous la dir. de Jean Irigoin), Recherches sur les reliures byzantines : l'atelier du monastère de Sainte-Anastasie Pharmacolytria en Chalcidique, Paris, s. n., 1984, 2 vol., 355 p. (pagination continue), ill., tabl., 30 cm. — Mémoire, Histoire du livre (Paris, IVe section de l'École pratique des hautes études, 1984).
- Dominique Grosdidier de Matons et Philippe Hoffmann, « Un groupe de reliures byzantines provenant du monastère de Kastamonitou », Bollettino del Istituto centrale della patologia del libro, nos 44-45,‎ 1990-1991, p. 327-369.
- Stéphane Ipert et François Vinourd, « Un groupe particulier de reliures byzantines au monastère saint Jean de Patmos », dans [Vivlioamphiastis 3 : The Book in Byzantium : proceedings of an International Symposium, Athens 13-16 october 2005], Athens, Hellenic Society for Bookbinding, Institute for Byzantine Research-National Hellenic Research Foundation, Byzantine and Christian Museum, 2008 (ISBN 978-960-214-278-3, lire en ligne), p. 249-264, ill. en coul.
- Philippe Hoffmann, « L'Art de la reliure à Byzance sous les Paléologues », dans Byzance : l'art byzantin dans les collections publiques françaises [exposition, Musée du Louvre, 3 novembre 1992-1er février 1993], Paris, Éd. de la Réunion des musées nationaux, 1992 (ISBN 2-7118-2606-6), p. 469-470.
- Jean Irigoin, « Un groupe de reliures byzantines au monogramme des Paléologues », Revue française d'histoire du livre, vol. 36,‎ 1982, p. 273-285.
- Philippe Hoffmann, « Une nouvelle reliure byzantine au monogramme des Paléologues (Ambrosianus M 46 SUP. = gr. 512) », Scriptorium, vol. 39, no 2,‎ 1985, p. 274-281, fig. (lire en ligne).
- Jean Irigoin, « Une reliure de l'Athos au monogramme des Paléologues (Stavronikita 14) », Palaeoslavica : International Journal for the Study of Slavic Medieval Literature, History, Language and Ethnology, vol. 10, no 1,‎ 2002, p. 175-179. — Fait partie des Essais présentés à Ihor Sevcenko à l'occasion de son quatre-vingtième anniversaire par ses collègues et étudiants (édités par Peter Schreiner et Olga Strakhov).
- Jean-Marie Olivier, « Encore une reliure au monogramme des Paléologues », Scriptorium, no 56,‎ 2002, p. 323-331 (lire en ligne).
- Paul Canart, « Les Reliures au monogramme des Paléologues : état de la question », dans La Reliure médiévale : pour une description normalisée : actes du colloque international, Paris, 22-24 mai 2003, organisé par l'Institut de recherche et d'histoire des textes (CNRS), Turnhout, Brepols, coll. « Reliures médiévales des bibliothèques de France » (no hors série), 2008 (ISBN 978-2-503-52876-2), p. 155-182.
- Paul Gehin et Matoula Kouroupou, « Reliures d'époque Paléologue dans les fonds du Patriarcat œcuménique », dans [Vivlioamphiastis 3 : The Book in Byzantium : proceedings of an International Symposium, Athens 13-16 october 2005], Athens, Hellenic Society for Bookbinding, Institute for Byzantine Research-National Hellenic Research Foundation, Byzantine and Christian Museum, 2008 (ISBN 978-960-214-278-3, lire en ligne), p. 269-286.
- Tania Velmans, « La Couverture de l'Évangile dit de Morozov et l'évolution de la reliure byzantine », Cahiers archéologiques, no 28,‎ 1979, p. 115-136. — Autre édition dans : Tania Velmans, Byzance, les slaves et l'Occident : études sur l'art paléochrétien et médiéval, London, The Pindar press, 2001  (ISBN 1-899828-70-2), p. 407-449.
- Tania Velmans, « Une reliure byzantine à iconographie rare », Bulletin de la Société des antiquaires de France, vol. 1978-1979,‎ 1982, p. 241-243 (lire en ligne).

## Reliures orfévrées — Reliures en métaux précieux — Toreutique — Art mosan
- Charles de Linas, Notice sur une vie manuscrite de saint Omer, précédée d'un Essai sur l'orfèvrerie et la toreutique appliquées à la reliure des livres, Amiens, Imprimerie de Caron et Lambert, ca 1880, 20 p., 1 pl., in-8° (lire en ligne).
- Fernand Crooÿ, « Deux reliures orfévrées du Musée archiépiscopal d'Utrecht », Scriptorium, no 3 (2e fascicule),‎ 1949, p. 265-266 (lire en ligne).
- Notes techniques et documentaires sur une reliure d'un livre d'heures en or émaillé de la collection Maurice de Rotschild, Paris, Imprimerie G. Petit, 1921, 38 p., in-4° (lire en ligne).
- Georges Duplessis, Reliure italienne du XVe siècle en argent niellé, Paris, A. Lévy, 1888, 6 p., pl., in-f° (lire en ligne). — Extrait de la Gazette archéologique, vol. 13, 1888, p. 295-298.
- Todor Gerasimov, « La Reliure en argent d'un évangéliaire du XIVe siècle à Ochrida », Zbornik Radova Vizantološkog Instituta, vol. 12,‎ 1970, p. 139-142.
- Athanasios G. Semoglu, « À propos du moule métallique des reliures des évangéliaires du Musée archéologique national de Sofia », Problemi na izkustvoto (Sophia), no 2,‎ 2011, p. 39-41, ill. (lire en ligne). — Moule servant à la réalisation de reliures en argent.
- Joseph Brassinne, La Reliure mosane, Liège, Société des bibliophiles liégeois, 1912-1932, 2 vol., grand in-8°, ill.
- Robert Didier et Jacques Toussaint, « Plat de reliure de l'évangéliaire », dans Actes du colloque Autour de Hugo d'Oignies, Namur, Société archéologique de Namur, coll. « Monographies » (no 26), 2004 (ISBN 2-00-269102-9), p. 193-199.
- Eusèbe-Henri Gaullieur, Mémoire sur quelques livres carolins, ou de l'époque carolingienne, à l'occasion d'un manuscrit latin avec couverture d'or, provenant du trésor du chapitre de Sion en Valais et désigné sous le nom d'Évangéliaire de Charlemagne, Genève, Imprimerie Vaney, 1853, 40 p., 1 pl. en coul. (lire en ligne). — Lu à la Section des sciences morales et politiques, le 30 septembre 1853. Extrait des Mémoires de l'Institut national genevois, t. 1 et 2, 1853, p. 165-205.
- Édouard Aubert, « Reliure d'un manuscrit dit Évangéliaire de Charlemagne », Mémoires de la Société des antiquaires de France, vol. XXXV,‎ 1874, p. 1-17, pl. (lire en ligne). — Tiré à part sous le même titre : Nogent-le-Rotrou, Imprimerie de A. Gouverneur, 1874.
- Marie-Pierre Laffitte, « L'Évangéliaire de Charlemagne : texte, histoire, reliure », Art de l'enluminure, no 20,‎ 2007, p. 4-17, ill.
- Victor Tourneur, « Questus dans l'inscription de la reliure de l'évangéliaire du frère Hugo d'Oignies, 1228-1230 », Archivum latinitatis medii aevi, vol. 23,‎ 1953, p. 69-74 (lire en ligne).
- Philippe Verdier, « Un ivoire mosan du XIIe siècle et la reliure de l'évangéliaire d'Anastasie », Bulletin du Musée national de Varsovie, vol. 15, nos 1-2,‎ 1974, p. 51-64, ill. (lire en ligne).
- François Deshoulières, « Un plat de reliure mosan au musée de Cluny », Bulletin monumental, no 85,‎ 1926, p. 214 (lire en ligne).

## Reliures armoriées ou monogrammées — Marques de possession
- Léon Jéquier, « Reliures armoriées du XVe siècle », Schweizer Archiv für heraldik = Archives héraldiques suisses, vol. 43, no 3,‎ 1929, p. 105-110, ill. (lire en ligne).
- Claudine Lemaire, « Quatre fermoirs de reliure armoriés d'origine laïque provenant des Pays-Bas méridionaux, datant du XVe siècle », Le Livre et l'estampe, vol. 29,‎ 1983, p. 7-16.
- Philippe de Ghellinck-Vaernewyck, « Les Fers de reliure aux armes de Tournai », Mémoires de la Société royale d'histoire et d'archéologie de Tournai, vol. 1,‎ 1980, p. 113-147.
- Jacques Meurgey de Tupigny, « Note sur les fers de reliure de l'abbaye et de la ville de Cluny », Archives de la Société française des collectionneurs d'ex-libris et de reliures artistiques, nos 4-5-6,‎ avril-juin 1929. — Tiré à part : Paris, Société française des collectionneurs d'ex-libris et de reliures artistiques, 1929, 8 p., ill., grd in-8°.
- Éloi Delbecque, « Marques personnelles, fers de reliure et ex-libris des évêques-comtes de Noyon, pairs de France », Revue française d'héraldique et de sigillographie, vol. 66,‎ 1996, p. 157-166.
- Amédée Boinet, « Reliures aux armes de prévôts des marchands et d'échevins de la Ville de Paris », Gutenberg-Jahrbuch, vol. 38,‎ 1963, p. 314-318.
- Amédée Boinet, « Reliures aux armes des premiers archevêques de Paris », Gutenberg-Jahrbuch, vol. 39,‎ 1964, p. 384-388, ill.
- Gilbert-Robert Delahaye, « Une reliure armoriée de l'abbaye de Preuilly », Provins et sa région, vol. 129,‎ 1975, p. 88.
- Charles Astruc, « Isidore de Thessalonique et la reliure à monogramme du Parisinus Graecus 1192 », Revue française d'histoire du livre, no 36,‎ 1982, p. 261-272, ill. — Correctif de l'auteur : « Tout ce qui concerne (p. 261, 267, 272) la date de la reliure doit être corrigé. La reliure parvenue jusqu'à nous a été exécutée vers 1550-1560 au monastère de Sainte-Anastasie Pharmacolytria (de la reliure du XIVe s. subsiste l'ombilic de cuivre qui — remployé — orne le plat inférieur du nouveau revêtement) : voir Dominique Grosdidier de Matons, L'Atelier du monastère de Sainte-Anastasie Pharmacolytria en Chalcidique » [ouvrage décrit dans la notice suivante] (Paul Géhin, « In memoriam : Charles Astruc (1916-2011) », Revue des études byzantines, no 70,‎ 2012, p. 353-358 (lire en ligne)). Voir la notice suivante :
- Dominique Grosdidier de Matons (sous la dir. de Jean Irigoin), Recherches sur les reliures byzantines : l'atelier du monastère de Sainte-Anastasie Pharmacolytria en Chalcidique, Paris, s. n., 1984, 2 vol., 355 p. (pagination continue), ill., tabl., 30 cm. — Mémoire, Histoire du livre (Paris, IVe section de l'École pratique des hautes études, 1984).
- Maria Krynicka (trad. Krystyna Jachiec), « Les Reliures du Monogrammiste J. L. à la bibliothèque Czartoryski à Cracovie : résumé », Rozprawy i Sprawozdania Muzeum Narodowego w Krakowie, vol. 9,‎ 1967, p. 95-96 (lire en ligne).
- Jean Irigoin, « Un groupe de reliures byzantines au monogramme des Paléologues », Revue française d'histoire du livre, vol. 36,‎ 1982, p. 273-285.
- Philippe Hoffmann, « Une nouvelle reliure byzantine au monogramme des Paléologues (Ambrosianus M 46 SUP. = gr. 512) », Scriptorium, vol. 39, no 2,‎ 1985, p. 274-281, fig. (lire en ligne).
- Jean Irigoin, « Une reliure de l'Athos au monogramme des Paléologues (Stavronikita 14) », Palaeoslavica : International Journal for the Study of Slavic Medieval Literature, History, Language and Ethnology, vol. 10, no 1,‎ 2002, p. 175-179. — Fait partie des Essais présentés à Ihor Sevcenko à l'occasion de son quatre-vingtième anniversaire par ses collègues et étudiants (édités par Peter Schreiner et Olga Strakhov).
- Jean-Marie Olivier, « Encore une reliure au monogramme des Paléologues », Scriptorium, no 56,‎ 2002, p. 323-331 (lire en ligne).
- Paul Canart, « Les Reliures au monogramme des Paléologues : état de la question », dans La Reliure médiévale : pour une description normalisée : actes du colloque international, Paris, 22-24 mai 2003, organisé par l'Institut de recherche et d'histoire des textes (CNRS), Turnhout, Brepols, coll. « Reliures médiévales des bibliothèques de France » (no hors série), 2008 (ISBN 978-2-503-52876-2), p. 155-182.

## Reliures monastiques
- Georges Colin, « Reliures en portefeuille confectionnées au prieuré de Groenendael », dans Miscellanea in memoriam Pierre Cockshaw, 1938-2008 : aspects de la vie culturelle dans les Pays-Bas méridionaux, XIVe – XVIIIe siècle, Bruxelles, Bibliothèque royale de Belgique, coll. « Archives et bibliothèques de Belgique » (no 82), 2009, 2 vol., 626 p. (pagination continue), ill., p. 117-125.
- Louis Paris, « Accessoires de reliures monastiques du XVe siècle (fouilles de la rue de la Grande-Île, à Bruxelles) », Annales de la Société d'archéologie de Bruxelles : mémoires, rapports, documents, vol. 21,‎ 1907, p. 5-13, ill. (lire en ligne).
- Anne-Catherine Fraeys de Veubeke, « Une reliure des Croisiers de Huy à l'abbaye cistercienne de Moulins », Bulletin du bibliophile, no double 3-4,‎ 1977, p. 325-347.
- Madeleine Lavoye, « Les Reliures des Croisiers de Liège et de Huy aux XVe et XVIe siècles », dans Les Manuscrits des Croisiers de Huy, Liège et Cuyk au XVe siècle : catalogue, exposition [sous les auspices de l'] Union liégeoise du livre et de l'estampe, 24 février-15 mars 1951, Liège, Desoer, 1951 (lire en ligne), p. 55-61.
- Carmélia Opsomer, « Reliures monastiques de la vallée de la Meuse : l'activité des Croisiers de Huy et de Liège à la fin du Moyen Âge », dans La Reliure médiévale : pour une description normalisée : actes du colloque international, Paris, 22-24 mai 2003, organisé par l'Institut de recherche et d'histoire des textes (CNRS), Turnhout, Brepols, coll. « Reliures médiévales des bibliothèques de France » (no hors série), 2008 (ISBN 978-2-503-52876-2, lire en ligne), p. 335-356, ill.
- Raymond Duguay, « Bibliothèques et chartriers des abbayes et des monastères,... reliures anciennes et monastiques », dans Les Défenseurs des antiquités françaises et des œuvres d'art à la Convention... : manuscrits, reliures, orfèvrerie, iconographie du Moyen Âge et de la Renaissance..., Alençon, Imprimerie alençonnaise, 1930 (lire en ligne), p. 21-37, ill.
- Ève Defaÿsse, « Reliures médiévales de l'abbaye de Saint-Victor de Paris : un ensemble exceptionnellement bien conservé », Hypothèses : Carnet de la recherche à la Bibliothèque nationale de France,‎ 15 septembre 2021, [Open édition], ill. en coul. (lire en ligne).
- Marie-Françoise Damongeot, « Les Reliures médiévales de l'abbaye de Cîteaux : quelques points de méthode pour l'histoire d'une bibliothèque », dans La Reliure médiévale : pour une description normalisée : actes du colloque international, Paris, 22-24 mai 2003, organisé par l'Institut de recherche et d'histoire des textes (CNRS), Turnhout, Brepols, coll. « Reliures médiévales des bibliothèques de France » (no hors série), 2008 (ISBN 978-2-503-52876-2), p. 267-275, ill.
- Pierre Gras, « Dans les reliures des manuscrits de Cîteaux », dans Mélanges à la mémoire du père Anselme Dimier, t. 2 (3e vol. de la série) : Histoire cistercienne, Pupillin, B. Chauvin, 1984 (ISBN 2-904690-04-2), p. 693-696.
- Marie-Pierre Laffitte, « Les Manuscrits normands de Colbert : reliures cisterciennes », dans Manuscrits et enluminures dans le monde normand : Xe – XVe siècles : actes du colloque du Centre culturel international de Cerisy-la-Salle, octobre 1995, Caen, Presses universitaires de Caen, 1999 (ISBN 2-84133-087-7), p. 197-205, ill. — Deuxième éd. en 2005 (même éditeur  (ISBN 2-84133-257-8)).
- Jean Vezin, « Une reliure cistercienne du XIIe siècle (bibliothèque municipale de Saint-Omer, 137) », Reliure-Brochure-Dorure, no 15 « Spécial Noël »,‎ 1970, p. 31-35, ill.
- Élodie Lévêque et Claire Chahine, « Liber pilosus : les reliures cisterciennes de Clairvaux recouvertes de peau de phoque », Hypothèses : Les Carnetiers de l'IRHT,‎ 2017 (éd. mise à jour le 16 janvier 2018), [Open édition], ill. en coul. (lire en ligne). — IRHT = Institut de recherche et d'histoire des textes.
- Élodie Lévêque, Cédric Lelièvre et Claire Chahine, « Parchemin mégissé : tentative de reproduction des cuirs des reliures médiévales de Clairvaux », Support/Tracé, no 19,‎ 2019, p. 116-125.
- Élodie Lévêque, « Les Reliures romanes de l'abbaye de Clairvaux : structure et matériaux », Gazette du livre médiéval, no 63,‎ 2017, p. 41-54, ill. (lire en ligne).
- Élodie Lévêque, « Étude historique et technique de reliures romanes souples à partir de la collection de Clairvaux », Support/Tracé, no 20,‎ 2020, p. 69-81, ill.
- Denise Gid et Jean-François Genest, « Gui de Troyes, moine de Clairvaux et relieur », dans Mélanges d'histoire de la reliure offerts à Georges Colin, Bruxelles, Librairie Fl. Tulkens, 1998, p. 53-62.
- Jacques Meurgey de Tupigny, « Note sur les fers de reliure de l'abbaye et de la ville de Cluny », Archives de la Société française des collectionneurs d'ex-libris et de reliures artistiques, nos 4-5-6,‎ avril-juin 1929. — Tiré à part : Paris, Société française des collectionneurs d'ex-libris et de reliures artistiques, 1929, 8 p., ill., grd in-8°.
- Jean Vezin, « Onze reliures de la Trinité de Vendôme réalisées sous l'abbatiat de Geoffroy (1093-1132) », dans La Tradition vive : mélanges d'histoire des textes en l'honneur de Louis Holtz, Turnhout, Brepols, coll. « Bibliologia » (no 20), 2003 (ISBN 2-503-51321-2), p. 43-52.
- Berthe Van Regemorter, « Les Reliures des manuscrits de Clairmarais aux XIIe – XIIIe siècles », Scriptorium, t. V, no 1,‎ 1951, p. 99-100 (lire en ligne). — Autre édition dans : Bulletin trimestriel de la Société académique des antiquaires de la Morinie, t. XVII, 1952, p. 574-576.
- Frédéric Barbier, « Un atelier monastique de reliure aux XVe et XVIe siècles : Hasnon », Revue française d'histoire du livre, no 36,‎ 1982, p. 341-348.
- Erika Tober, L'Évolution des techniques de la reliure à l'abbaye de Corbie entre le IXe et le XIIe siècle : d'après les ouvrages à reliures carolingiennes et monastiques conservés au Département des manuscrits occidentaux de la Bibliothèque nationale de France, s. l., E. Tober, 2000, 2 vol., 304 p. (pagination continue), ill. en noir et en coul. ; 30 cm. — Bibliogr. p. 292-296. Mémoire de maîtrise (Archéologie médiévale, Paris 1, 2000).
- Charles Astruc, « Isidore de Thessalonique et la reliure à monogramme du Parisinus Graecus 1192 », Revue française d'histoire du livre, no 36,‎ 1982, p. 261-272, ill. — Correctif de l'auteur : « Tout ce qui concerne (p. 261, 267, 272) la date de la reliure doit être corrigé. La reliure parvenue jusqu'à nous a été exécutée vers 1550-1560 au monastère de Sainte-Anastasie Pharmacolytria (de la reliure du XIVe s. subsiste l'ombilic de cuivre qui — remployé — orne le plat inférieur du nouveau revêtement) : voir Dominique Grosdidier de Matons, L'Atelier du monastère de Sainte-Anastasie Pharmacolytria en Chalcidique » [ouvrage décrit dans la notice suivante] (Paul Géhin, « In memoriam : Charles Astruc (1916-2011) », Revue des études byzantines, no 70,‎ 2012, p. 353-358 (lire en ligne)). Voir la notice suivante :
- Dominique Grosdidier de Matons (sous la dir. de Jean Irigoin), Recherches sur les reliures byzantines : l'atelier du monastère de Sainte-Anastasie Pharmacolytria en Chalcidique, Paris, s. n., 1984, 2 vol., 355 p. (pagination continue), ill., tabl., 30 cm. — Mémoire, Histoire du livre (Paris, IVe section de l'École pratique des hautes études, 1984).
- Stéphane Ipert et François Vinourd, « Un groupe particulier de reliures byzantines au monastère saint Jean de Patmos », dans [Vivlioamphiastis 3 : The Book in Byzantium : proceedings of an International Symposium, Athens 13-16 october 2005], Athens, Hellenic Society for Bookbinding, Institute for Byzantine Research-National Hellenic Research Foundation, Byzantine and Christian Museum, 2008 (ISBN 978-960-214-278-3, lire en ligne), p. 249-264, ill. en coul.
- Michel Cacouros, « L'Activité de reliure déployée au monastère de Dionysiou (Athos) : caractéristiques, orientations et témoignages », dans La Reliure médiévale : pour une description normalisée : actes du colloque international, Paris, 22-24 mai 2003, organisé par l'Institut de recherche et d'histoire des textes (CNRS), Turnhout, Brepols, coll. « Reliures médiévales des bibliothèques de France » (no hors série), 2008 (ISBN 978-2-503-52876-2), p. 133-154.
- Michel Cacouros, « L'Atelier de reliure de Dionysiou (Athos) : l'activité d'Ignatios de Chio », dans Vivlioamphiastis : [actes du VIe colloque international de paléographie grecque (Drama 21-27 septembre 2003)], Athènes, Ellēnikē Etaireia Bibliodesias, 2008.
- Jean Irigoin, « Une reliure de l'Athos au monogramme des Paléologues (Stavronikita 14) », Palaeoslavica : International Journal for the Study of Slavic Medieval Literature, History, Language and Ethnology, vol. 10, no 1,‎ 2002, p. 175-179. — Fait partie des Essais présentés à Ihor Sevcenko à l'occasion de son quatre-vingtième anniversaire par ses collègues et étudiants (édités par Peter Schreiner et Olga Strakhov).
- Dominique Grosdidier de Matons et Philippe Hoffmann, « Un groupe de reliures byzantines provenant du monastère de Kastamonitou », Bollettino del Istituto centrale della patologia del libro, nos 44-45,‎ 1990-1991, p. 327-369.

## Reliures souples
- Berthe Van Regemorter, « La Reliure souple des manuscrits carolingiens de Fulda », Scriptorium, t. XI, no 2,‎ 1957, p. 249-257, fig. (lire en ligne).
- Jean Vezin, « Une reliure carolingienne de cuir souple (Oxford, Bodleian Library, Marshall 19) », Revue française d'histoire du livre, no 36,‎ 1982, p. 235-241, ill.
- Élodie Lévêque, « Étude historique et technique de reliures romanes souples à partir de la collection de Clairvaux », Support/Tracé, no 20,‎ 2020, p. 69-81, ill.
- Jean Vezin, « Reliures souples des XIIe et XIIIe siècles », Bulletin de la Société nationale des antiquaires de France, vol. 1976,‎ 1978, p. 168-171 (lire en ligne).
- Jean Vezin, « Une reliure en cuir souple estampé du XIIIe siècle (Paris, Bibliothèque nationale, lat. 6637 A) », Revue française d'histoire du livre, no 36,‎ 1982, p. 243-249, ill.

## Décors
- Jean Vezin, « Le Décor des reliures de cuir pendant le haut Moyen Âge », Bulletin du bibliophile, no 1,‎ 1989, p. 17-33.
- Denis Muzerelle et Carlo Federici, « Inconstantes empreintes ! Remarques sur l'interprétation de quelques frottis de reliure », Gazette du livre médiéval, no 48,‎ 2006, p. 38-50 (lire en ligne), fig. en coul. [lire en ligne].
- Bénédicte Steffen, Les Décors en forme de mandorle et leur évolution sur les reliures des manuscrits islamiques du 13e au 15e siècle, d'après un corpus de manuscrits issu des fonds arabe et persan de la Bibliothèque nationale de France, de la Staatsbibliothek de Berlin, de l'Universiteitsbibliotheek de Leyde et d'une collection privée, s. l., B. Steffen, 2016. — Thèse de doctorat (version d'origine), sous la dir. de François Déroche (Histoire de l'art de l'Islam, Paris, École des hautes études, 9 janvier 2016). Résumé [lire en ligne].
- Yvette Sauvan, « L'Entrelacs et les lacis dans les reliures du XIVe et du XVe siècles : manuscrits arabes de la Bibliothèque nationale », Revue française d'histoire du livre, no 36,‎ 1982, p. 251-260.
- Houlis Konstantinos, « Les Ornements de la reliure byzantine : questions d'iconologie et de rapport au texte », Études balkaniques : Cahiers Pierre Belon, no 24,‎ 2020, p. 87-113.
- Niki J. Tsironis, « Quelques observations sur la décoration des reliures et leurs représentations dans les premiers siècles de Byzance », Études balkaniques : Cahiers Pierre Belon, no 24,‎ 2020, p. 49-65.
- Dominique Grosdidier de Matons, « Fers en paires, triplets et « bouche-trous » dans la reliure byzantine », Gazette du livre médiéval, no 47,‎ 2005, p. 21-30 (lire en ligne).
- Tania Velmans, « Une reliure byzantine à iconographie rare », Bulletin de la Société des antiquaires de France, vol. 1978-1979,‎ 1982, p. 241-243 (lire en ligne).
- Denis Muzerelle et Carlo Federici, « Inconstantes empreintes ! Remarques sur l'interprétation de quelques frottis de reliure », Gazette du livre médiéval, no 48,‎ 2006, p. 38-50 (lire en ligne), fig. en coul. [lire en ligne].

### Symbolique
- Christian de Mérindol, « Couleurs des couvertures et contenus des livres à la fin du Moyen Âge », Bulletin de la Société nationale des antiquaires de France, vol. 1991,‎ 1993, p. 212-226, tabl. (lire en ligne).
- Christian de Mérindol, « Couleurs des reliures et contenus des livres à la fin de l'époque médiévale », dans Il colore nel Medioevo : arte, simbolo, tecnica : atti delle giornate di studi, Lucca, 2-3-4 maggio 1996 / Istituto storico lucchese, Scuola normale superiore di Pisa, Lucca, Istituto storico lucchese, coll. « Collana di studi sul colore » (no 2), 1998, p. 59-92.
- Christian de Mérindol, « Réflexions sur les reliures à la fin de l'époque médiévale : taxinomie, emblématique et symbolique », Gazette du livre médiéval, no 22,‎ 1993, p. 18-20 (lire en ligne).
- Aires Augusto Nascimento, « La Couleur et l'image dans la couvrure des reliures médiévales : quelques données des sources portugaises », dans La Reliure médiévale : pour une description normalisée : actes du colloque international, Paris, 22-24 mai 2003, organisé par l'Institut de recherche et d'histoire des textes (CNRS), Turnhout, Brepols, coll. « Reliures médiévales des bibliothèques de France » (no hors série), 2008 (ISBN 978-2-503-52876-2), p. 359-368.

### Éléments décoratifs et accessoires
- Louis Paris, « Accessoires de reliures monastiques du XVe siècle (fouilles de la rue de la Grande-Île, à Bruxelles) », Annales de la Société d'archéologie de Bruxelles : mémoires, rapports, documents, vol. 21,‎ 1907, p. 5-13, ill. (lire en ligne).
- Claudine Lemaire, « Quatre fermoirs de reliure armoriés d'origine laïque provenant des Pays-Bas méridionaux, datant du XVe siècle », Le Livre et l'estampe, vol. 29,‎ 1983, p. 7-16.
- Léon Gruel, « Un fermail de reliure de l'époque carolingienne trouvé dans le département de l'Aisne en 1897 », Bulletin du bibliophile,‎ 1897, p. 677-678 (lire en ligne).
- Marie-Madeleine Gauthier, « Un style et ses lieux : les ornements métalliques de la Bible de Souvigny », Gesta (University of Chicago), vol. 20, no 1 « Essays in honor of Harry Bober »,‎ 1981, p. 141-153, fig.
- Adrien Blanchet, « Médaillon d'argent du psautier de Lothaire », Bulletin de la Société nationale des antiquaires de France, vol. 1948-1949,‎ 1952, p. 245-249, fig. (lire en ligne).

### Décors gravés ou repoussés
- Julie Tyrlik, Coralie Barbe, Céline Bonnot-Diconne (et al.), « Étude de la couvrure en cuir doré repoussé polychrome d'un incunable conservé à l'École nationale supérieure des beaux-arts », Support/Tracé, no 18,‎ 2018, p. 79-87.
- Pierre Colman, « Datation des plaquettes gravées incorporées dans la reliure de l'évangéliaire de Notger », dans 8ème Congrès de l'Association des Cercles francophones d'histoire et d'archéologie de Belgique, et 55ème Congrès de la Fédération des Cercles d'archéologie et d'histoire de Belgique..., Namur, 28-31 août 2008 : Actes, t. 3, Namur, Société archéologique de Namur, 2008, p. 853-856.
- Guy Lanoë, « Deux reliures médiévales de Saint-Pierre de Beauvais. (À propos de plaques d'ivoire provenant de reliures.) », Scriptorium, no 66 (2e fascicule),‎ 2012, p. 317-336 (lire en ligne).
- Jean-Pierre de Laplane, Notices bibliographiques sur deux ouvrages imprimés dans le XVe siècle et intitulés : l'un, « Breviarium in Codicem », par Jean Lefèvre, et l'autre, « Fasciculus temporum », par Werner Rolewinck, suivies de la description exacte et complète de leur curieuse reliure en bois ayant fait partie d'un livre de même matière gravé en relief à Aix, en 1443,... au moyen d'un procédé totalement inconnu de nos jours, par Pierre de Milan..., Paris, L. Labbé, 1845, XII-206 p., in-8° (lire en ligne).
- Charles Samaran, « Quatre tablettes de bois gravé servant à la reliure de deux incunables », Bulletin de la Société nationale des antiquaires de France, vol. 1950-1951,‎ 1954, p. 151 (lire en ligne).

### Décors ciselés
- Jean Régné, « Une reliure en maroquin ciselé de l'année 1402 », dans Congrès archéologique de France : LXXIIIe session tenue à Carcassonne et Perpignan en 1906 par la Société française d'archéologie, Paris, A. Picard [et] Caen, H. Delesques, 1907 (lire en ligne), p. 371-383, ill.

### Décors estampés ou imprimés
- Jean Vezin, « Les Plus anciennes reliures de cuir estampé dans le domaine latin », dans Scire litteras : Forschungen zum mittelalterlichen Geistesleben, München, Bayerische Akademie der Wissenschaften, coll. « Abhandlungen » (no 99), 1988 (ISBN 3-7696-0094-0), p. 393-408.
- Jean Vezin, « À la recherche des reliures carolingiennes de cuir à décor estampé », Bulletin d'information-Association des bibliothécaires français, no 70,‎ 1971, p. 7-10, fig. (lire en ligne).
- Frédéric Barbier, « Les Reliures carolingiennes de cuir estampé à la bibliothèque de Valenciennes », Bibliothèque de l'École des chartes, no 140 (2e fascicule),‎ 1982, p. 235-240 (lire en ligne).
- Jean Vezin, « Six reliures de cuir à décor estampé d'époque carolingienne provenant de l'abbaye de Saint-Amand », Bulletin de la Société nationale des antiquaires de France, vol. 1997,‎ 2001, p. 196-197 (lire en ligne).
- Jean Vezin, « Les Reliures carolingiennes de cuir à décor estampé de la Bibliothèque nationale de Paris », Bibliothèque de l'École des chartes, no 128 (1er fascicule),‎ 1970, p. 81-113 (lire en ligne).
- Jean Vezin, « Les Reliures carolingiennes estampées du fonds latin de la Bibliothèque nationale », Bulletin de la Société nationale des antiquaires de France, vol. 1968,‎ 1970, p. 184-186 (lire en ligne).
- Jean Vezin, « Les Reliures carolingiennes en cuir estampé conservées à Saint-Gall », dans Le Rayonnement spirituel et culturel de l'abbaye de Saint-Gall : colloque tenu au Centre culturel suisse, Paris, 12 octobre 1993, Nanterre, Maison René-Ginouvès d'archéologie et d'ethnologie, Université de Paris X [et] Paris, Picard, coll. « Cahier / Centre de recherches sur l'Antiquité tardive et le haut Moyen âge » (no 9), 2000 (ISBN 2-7084-0614-0, lire en ligne), p. 73-90, ill.
- Jean Vezin, « Cinq reliures de cuir estampé réalisées à Fulda au temps de Raban Maur », Bulletin de la Société nationale des antiquaires de France, vol. 1996,‎ 1999, p. 103-105 (lire en ligne).
- Jean Vezin, « Une reliure en cuir du XIe siècle décorée par estampage : Angers, Bibliothèque municipale, 820 (736) », dans Mondes de l'Ouest et villes du monde : regards sur les sociétés médiévales : mélanges en l'honneur d'André Chédeville, Rennes, Presses universitaires de Rennes [et] Société d'histoire et d'archéologie de Bretagne, coll. « Histoire », 1998 (ISBN 2-86847-346-6), p. 349-352.
- Jean Vezin, « Une reliure en cuir souple estampé du XIIIe siècle (Paris, Bibliothèque nationale, lat. 6637 A) », Revue française d'histoire du livre, no 36,‎ 1982, p. 243-249, ill.
- Denise Gid, Catalogue des reliures françaises estampées à froid (XVe – XVIe siècles) de la Bibliothèque Mazarine, Paris, Éd. du Centre national de la recherche scientifique, coll. « Documents, études et répertoires / Institut de recherche et d'histoire des textes », 1984, 2 vol., XVI-725 p. (pagination continue), ill., 27 cm (ISBN 2-222-03388-8). — Tome I [lire en ligne] ; tome II [lire en ligne].
- Andrée Bruchet, « Quelques reliures estampées signées de la fin du XVe et du début du XVIe siècle de la bibliothèque municipale de Lille », dans Mélanges d'histoire littéraire et de bibliographie offerts à Jean Bonnerot... par ses amis et ses collègues, Paris, Nizet, 1954, p. 81-91.
- Albert Delstanche, « Un incunable de la xylographie imprimé sur une reliure », Revue des bibliothèques et archives de Belgique,‎ 1905, p. 171-195, pl. (lire en ligne).

### Plaques
- Louis-Marie Michon, « Reliures ornées de plaques gravées », Bulletin de la Société nationale des antiquaires de France, vol. 1943-1944,‎ 1948, p. 358-359 (lire en ligne).
- Denise Gid et Marie-Pierre Laffitte, Les Reliures à plaques françaises, Turnhout, Brepols, coll. « Bibliologia » (no 15), 1997, XXXVII-381 p., ill., 27 cm (ISBN 2-503-50534-1).
- Guy Lanoë, « Deux reliures médiévales de Saint-Pierre de Beauvais. (À propos de plaques d'ivoire provenant de reliures.) », Scriptorium, no 66 (2e fascicule),‎ 2012, p. 317-336 (lire en ligne).
- Jacques Choux, « Plaque de reliure d'un évangéliaire carolingien de la cathédrale de Toul », Annales de l'Est, 5e série, vol. 9,‎ 1958, p. 65-67. — Autre édition dans : La Lorraine chrétienne au Moyen Âge : recueil d'études, Metz, Éditions Serpenoise, 1981  (ISBN 2-901647-21-9), p. 327-330.
- Jean Jenny, « Sur deux types de reliures à plaque conservées à la Bibliothèque municipale de Bourges », Revue française d'histoire du livre, no 36,‎ 1982, p. 315-335.
- Geneviève François, « Plaque de croix entaillée (Limoges, XIIIe siècle) sur la reliure de l'eucologe de Saint-Seurin de Bordeaux », dans Autour de Saint-Seurin : lieu, mémoire, pouvoir, des premiers temps chrétiens à la fin du Moyen Âge : actes du colloque de Bordeaux, 12-14 octobre 2006, organisé par l'Institut Ausonius, l'Université de Bordeaux 3 et le Service régional de l'archéologie d'Aquitaine, Bordeaux, Ausonius, coll. « Mémoires » (no 21), 2009 (ISBN 9782356130129), p. 123-126.
- Pierre Colman, « Datation des plaquettes gravées incorporées dans la reliure de l'évangéliaire de Notger », dans 8ème Congrès de l'Association des Cercles francophones d'histoire et d'archéologie de Belgique, et 55ème Congrès de la Fédération des Cercles d'archéologie et d'histoire de Belgique..., Namur, 28-31 août 2008 : Actes, t. 3, Namur, Société archéologique de Namur, 2008, p. 853-856.
- Hector Quignon, « Une plaque de reliure en os de la collection Troussures », dans Congrès archéologique de France : LXXIIe session tenue à Beauvais en 1905 par la Société française d'archéologie, Paris, A. Picard [et] Caen, H. Delesques, 1906 (lire en ligne), p. 651-660, ill.

### Décors dorés — Fers décoratifs
- Reliures médiévales et premières reliures à décor doré : vingt-deux reliures choisies dans les collections de la Bibliothèque Mazarine (cat. Emma Coll, Isabelle de Conihout, Geneviève Grand), Paris, Bibliothèque Mazarine, 2003, 22 p., ill., 30 cm. — Réédité dans : La Reliure médiévale : pour une description normalisée : actes du colloque organisé par l'Institut de recherche et d'histoire des textes..., Turnhout, Brepols, coll. « Reliures médiévales des bibliothèques de France » (no  hors série), 2008  (ISBN 978-2-503-52876-2), p. 411-458.
- Aurélia Streri, Les Reliures à petits fers de la seconde moitié du XVe siècle en France, s. l., A. Streri, 2002, 125 p., 30 cm. — Bibliogr. p. 119-125. Mémoire de maîtrise (Histoire de l'art, Paris 1, 2002).
- Jacques Guignard, « Premières reliures parisiennes à décor doré : de l'atelier des reliures Louis XII à l'atelier du Maître d'Estienne, ou de Simon Vostre à Pierre Roffet », dans Humanisme actif : mélanges d'art et de littérature offerts à Julien Cain, t. 2, [Paris], Hermann, 1968, p. 229-249, pl.
- Dominique Grosdidier de Matons, « Fers en paires, triplets et « bouche-trous » dans la reliure byzantine », Gazette du livre médiéval, no 47,‎ 2005, p. 21-30 (lire en ligne).
- Bénédicte Steffen (sous le tutorat de Marie-Geneviève [Balty-] Guesdon), Les Décors des reliures à petits fers des manuscrits des Fonds arabe et persan de la BnF, Paris, Bibliothèque nationale de France, 2014, 199 p., ill., 30 cm. — Bibliogr. p. 34-37. Index.

### Décors émaillés
- Albert de La Fizelière, « Des émaux cloisonnés et de leur introduction dans la reliure des livres », Bulletin du bouquiniste, vol. XXVI,‎ 1869. — Première partie, p. 611-618 [lire en ligne] ; deuxième partie, p. 643-647 [lire en ligne]. Tiré à part sous le même titre : Paris, A. Aubry, 1870, 16 p., in-8°.
- Marie-Madeleine Gauthier, « Les Reliures en émail de Limoges conservées en France : recensement raisonné », dans Humanisme actif : mélanges d'art et de littérature offerts à Julien Cain, t. 1, [Paris], Hermann, 1968, p. 271-286, 6 pl. — Compte-rendu d'Alain Erlande-Brandenburg [lire en ligne].
- Danielle Gaborit-Chopin, « Les Reliures limousines vers 1200 : originaux et copies », Cahiers archéologiques, no 53,‎ 2009-2010, p. 89-110. — Résumé [lire en ligne].
- Élisabeth Antoine, « Plats de reliure et appliques », dans L'Œuvre de Limoges : émaux limousins du Moyen Âge : [exposition], Paris, Musée du Louvre, 23 octobre 1995-22 janvier 1996..., Paris, Réunion des musées nationaux, 1995 (ISBN 2-7118-3305-4), p. 329-331.
- Jean-Joseph Marquet de Vasselot, « Une plaque de reliure limousine au musée du Louvre », dans Fondation Eugène Piot, Monuments et mémoires publiés par l'Académie des inscriptions et belles-lettres, t. 32, Paris, Ernest Leroux, 1932 (lire en ligne), p. 107-118, ill.
- Marie-Madeleine Gauthier, Notes sur l'émaillerie de Limoges : une plaque de reliure champlevée, la Crucifixion (à M. Henri Seyrig, Paris), Limoges, Imprimerie R. Guillemot et L. de Lamothe, 1961, 11 p., fig., 24 cm. — Extrait du Bulletin de la Société archéologique et historique du Limousin, vol. LXXXVIII, 1960, p. 93-103.
- Bernard Descheemaeker, « Une plaque de reliure limousine avec la Crucifixion attribuable au maître « aux asters ciselés », Bulletin de la Société archéologique et historique du Limousin, vol. 127,‎ 1999, p. 115-123.
- Geneviève François, « Plaque de croix entaillée (Limoges, XIIIe siècle) sur la reliure de l'eucologe de Saint-Seurin de Bordeaux », dans Autour de Saint-Seurin : lieu, mémoire, pouvoir, des premiers temps chrétiens à la fin du Moyen Âge : actes du colloque de Bordeaux, 12-14 octobre 2006, organisé par l'Institut Ausonius, l'Université de Bordeaux 3 et le Service régional de l'archéologie d'Aquitaine, Bordeaux, Ausonius, coll. « Mémoires » (no 21), 2009 (ISBN 9782356130129), p. 123-126.
- Marc Gil, « Huit plaques émaillées du XIIe siècle remployées sur la reliure d'un évangéliaire de l'abbaye Saint-Pierre-le-Vif de Sens des années 1240-1250 (Sens, bibliothèque municipale, ms 3) », dans L'Œuvre de la Meuse, t. [2] : Orfèvrerie septentrionale XIIe et XIIIe siècles : actes de la journée d'études, 14 novembre 2014, Liège, Trésor de la Cathédrale, 2016 (ISBN 9782875221773 et 2875221779), p. 66-83.
- Xavier Barbier de Montault, « Un évangéliaire à reliure émaillée », Bulletin de la Société scientifique, historique et archéologique de la Corrèze, vol. 18,‎ 1896, p. 209-213 (lire en ligne).

### Décors peints — Décors figuratifs
- Louis Duval-Arnould, « Une reliure enluminée du XIIIe siècle (Bibliothèque vaticane, Vat. lat. 13125) », dans Mélanges d'histoire de la reliure offerts à Georges Colin, Bruxelles, Librairie Fl. Tulkens, 1998, p. 39-45.
- Jules Leroy, « Reliures coptes illustrées », dans Hommages à la mémoire de Serge Sauneron, t. 2 : Égypte post-pharaonique, Caire, Institut français d'archéologie orientale du Caire, coll. « Bibliothèque d'étude / Institut français d'archéologie orientale du Caire » (no 82), 1979, p. 175-186, 1 pl.
- Romana Saghi Shirvani, Reliures orientales peintes laquées : Bibliothèque nationale de France, Département des manuscrits orientaux, s. l., R. S. Shirvani, 2011, 204 p., ill. en noir et en coul., 30 cm. — Bibliogr. p. 222-235. Version mise à jour de : Reliures laquées des manuscrits persans, indiens et turcs de la Bibliothèque nationale de France, mémoire de recherche approfondie, sous la dir. de Marthe Bernus-Taylor (Histoire de l'art, Paris, École du Louvre, 2000).
- Francis Richard, « Trois reliures persanes laquées à décor animalier de la Bibliothèque nationale », Revue française d'histoire du livre, no 36 (nouvelle série),‎ 1982, p. 445-454, IV pl.
- Amédée Boinet, « Reliures à l'effigie de sainte Gertrude de Nivelles », Gutenberg-Jahrbuch, vol. 30,‎ 1955, p. 277-280.

### Ornementation des tranches
- Denis Muzerelle, « Vu par la tranche », Gazette du livre médiéval, no 10,‎ 1987, p. 18-20 (lire en ligne). — Article signé : « D. M. »
- Albert Derolez, « La Tranche dorée et ciselée d'après les collections de la bibliothèque de l'Université de Gand », dans De libris compactis : miscellanea, Aubel, P. M. Gason [et] Bruxelles, Bibliotheca Wittockiana, coll. « Studia Bibliothecae Wittockianae » (no 1), 1984, p. 251-272.
- Katharina Mähler (trad. Marion Cinqualbre et Coralie Barbe), « Livres à tranches peintes : une technique fascinante de l'art de la reliure », Support/Tracé, no 19,‎ 2019, p. 150-161.

## Matériaux
- Centre national de la recherche scientifique (éd. Monique Zerdoun Bat-Yehouda et Caroline Bourlet), Matériaux du livre médiéval : actes du colloque du groupement de recherche 2836, Turnhout, Brepols, coll. « Bibliologia » (no 30), 2010, XXIII-320 p., 13 pl., ill., 27 cm (ISBN 978-2-503-53386-5). — Colloque de Paris, CNRS, 7-8 novembre 2007.
- Élodie Lévêque, « Les Reliures romanes de l'abbaye de Clairvaux : structure et matériaux », Gazette du livre médiéval, no 63,‎ 2017, p. 41-54, ill. (lire en ligne).
- Dominique Grosdidier de Matons et François Vinourd, « Description d'une reliure byzantine : techniques et matériaux », dans The legacy of Bernard de Montfaucon : three hunderd years of studies on Greek handwriting ; proceedings of the Seventh International Colloquium of Greek Palaeography (Madrid-Salamanca, 15-20 september 2008), t. 1, Turnhout, Brepols, 2010 (ISBN 978-2-503-53671-2), p. 363-376, ill.

### Bois
- Catherine Lavier, « Le Bois dans l'histoire des techniques du livre médiéval : intentionnalité et savoir-faire. Premières restitutions », dans La Reliure médiévale : pour une description normalisée : actes du colloque international, Paris, 22-24 mai 2003, organisé par l'Institut de recherche et d'histoire des textes (CNRS), Turnhout, Brepols, coll. « Reliures médiévales des bibliothèques de France » (no hors série), 2008 (ISBN 978-2-503-52876-2), p. 255-265, ill.
- Claude Adam, « Le Bois comme matériau de reliure : quelques applications dans les ateliers de restauration de la Bibliothèque nationale », dans La Conservation du bois dans le patrimoine culturel : journées d'études de la SFIIC, Besançon, Vesoul, 8-9-10 novembre 1990, [Champs-sur-Marne], SFIIC, 1990 (ISBN 2-905430-03-6), p. 27-28. — SFIIC = Section française de l'Institut international de conservation.
- Nathalie Pingaud, « Analyses micrographiques d'ais de reliures », Hypothèses : Les Carnetiers de l'IRHT,‎ 2015, [Open édition] (lire en ligne). — IRHT = Institut de recherche et d'histoire des textes.
- Nathalie Pingaud, Analyses micrographiques d'ais de reliures du XVe siècle sur des manuscrits italiens provenant de Pavie et de Naples, s. l., N. Pingaud, 1996, 135 p., ill. en noir et en coul., 30 cm. — Bibliogr. p. 132-135. Mémoire pour l'obtention du diplôme d'expert micrographe des bois, Xylologie (Paris IV, 1996).
- Nathalie Pingaud, « Analyses micrographiques d'ais de reliures italiennes du XVe siècle provenant de Pavie et de Naples », Coré, no 6,‎ mai 1999, p. 44-47.
- Thierry Aubry, Benoît Jenn et Erika Schoirfer, « La Restauration des ais de bois des reliures médiévales », Support/Tracé, no 11,‎ 2011, p. 97-105, ill.
- « Ancienne reliure en bois renfermant des sceaux », Bibliothèque de l'École des chartes, no 70,‎ 1909, p. 670 (lire en ligne).

### Cuir — Parchemin
- Éva Halasz Csiba, « Nommer, identifier et conserver les cuirs de reliure : les questions posées par le vocabulaire technique », dans Matériaux du livre médiéval : actes du colloque du groupement de recherche (GDR) 2836..., Paris, CNRS, 7-8 novembre 2007, Turnhout, Brepols, coll. « Bibliologia » (no 30), 2010 (ISBN 978-2-503-53386-5), p. 29-42.
- Frédérique Juchauld, Philippe Bonnenberger et Alexis Komenda, « Identification de l'espèce animale des cuirs de reliure et des parchemins », dans Matériaux du livre médiéval : actes du colloque du groupement de recherche (GDR) 2836..., Paris, CNRS, 7-8 novembre 2007, Turnhout, Brepols, coll. « Bibliologia » (no 30), 2010 (ISBN 978-2-503-53386-5), p. 13-28.
- Élodie Lévêque et Claire Chahine, « Libri pilosi : la peau houssée sur les reliures médiévales », Support/Tracé, no 17,‎ 2018, p. 63-71, ill.
- Élodie Lévêque et Claire Chahine, « Liber pilosus : les reliures cisterciennes de Clairvaux recouvertes de peau de phoque », Hypothèses : Les Carnetiers de l'IRHT,‎ 2017 (éd. mise à jour le 16 janvier 2018), [Open édition], ill. en coul. (lire en ligne). — IRHT = Institut de recherche et d'histoire des textes.
- Julie Tyrlik, Coralie Barbe, Céline Bonnot-Diconne (et al.), « Étude de la couvrure en cuir doré repoussé polychrome d'un incunable conservé à l'École nationale supérieure des beaux-arts », Support/Tracé, no 18,‎ 2018, p. 79-87.
- Marguerite Olagnier-Riottot, Les Reliures et les cuirs musulmans au Musée des arts décoratifs : étude historique et catalogue, s. l., M. Olagnier-Riottot, 1950, 61 p., 10 f., 28 cm. — Bibliogr. p. [11-12]. Mémoire de recherche approfondie (version d'origine) sous la dir. de Jean David-Weill (Paris, École du Louvre, 1950). Compte-rendu de Jean David-Weill dans : Musées de France : bulletin, 1950, p. 212-213.
- Élodie Lévêque, Cédric Lelièvre et Claire Chahine, « Parchemin mégissé : tentative de reproduction des cuirs des reliures médiévales de Clairvaux », Support/Tracé, no 19,‎ 2019, p. 116-125.
- Jean Vezin, « Une très ancienne reliure à claies de parchemin (Oxford, Bodleian Library, Ms Bodley 807) », dans De libris compactis : miscellanea, Aubel, P. M. Gason [et] Bruxelles, Bibliotheca Wittockiana, 1984, p. 11-14, ill.

### Tissu
- Livres en broderie : reliures françaises du Moyen Âge à nos jours : [Exposition, Bibliothèque nationale de France et bibliothèque de l'Arsenal, Paris, 30 novembre 1995-25 février 1996] (catalogue sous la dir. de Sabine Coron et Martine Lefèvre), Paris, Bibliothèque nationale de France, 1995, 191 p., ill. en noir et en coul., 32 cm (ISBN 2-7177-1952-0). — Bibliogr. p. 187. Index.
- Sabine Coron, « Nouvelles reliures brodées de la bibliothèque de l'Arsenal », Bulletin du bibliophile, no 2,‎ 2000, p. 419-421.
- Nathalie Coilly, « La Reliure d'étoffe à l'époque de Charles V », Bulletin du bibliophile, no 1,‎ 2001, p. 7-35, ill. — Compte-rendu par Michèle Henry [lire en ligne].
- Nathalie Coilly, « La Reliure d'étoffe en France, dans les librairies de Charles V et de ses frères, fin XIVe-début XVe siècle », dans La Reliure médiévale : pour une description normalisée : actes du colloque international, Paris, 22-24 mai 2003, organisé par l'Institut de recherche et d'histoire des textes (CNRS), Turnhout, Brepols, coll. « Reliures médiévales des bibliothèques de France » (no hors série), 2008 (ISBN 978-2-503-52876-2), p. 277-286, fig.
- Nathalie Coilly, La Reliure d'étoffe au temps des princes Valois (seconde moitié du XIVe-début du XVe siècle), s. l., N. Coilly, 1999, 3 vol., [68] pl., ill. en noir et en coul., 30 cm. — Bibliogr. p. 40-57. Thèse pour l'obtention du diplôme d'archiviste-paléographe.
- Nathalie Coilly, « Reliures d'étoffe dans les bibliothèques des Valois », Hypothèses : Les Carnetiers de l'IRHT,‎ 14 septembre 2015, [Open édition], tabl. (lire en ligne). — IRHT = Institut de recherche et d'histoire des textes.
- Marie-Pierre Laffitte, Odile Valansot et Dominique de Reyer, « Trois reliures médiévales à éléments de tissu », Bulletin du CIETA, no 74,‎ 1997, p. 50-63, ill. — CIETA = Centre international d'étude des textiles anciens.
- Sophie Desrosiers, « Le Tissu employé dans la reliure », dans L'Evangeliaro di Novara..., Novara, Istituto geografico De Agostini, 1990 (lire en ligne), p. 118-121, ill.

### Papier marbré — Pages de garde
- Marie-Ange Doisy et Stéphane Ipert, Le Papier marbré : son histoire et sa fabrication, Paris, Technorama, 1985, 249 p., pl. en coul., ill., 26 cm (ISBN 2-904918-02-7).
- Marie-Ange Doizy (préf. Geneviève Guilleminot-Chrétien), De la dominoterie à la marbrure : histoire des techniques traditionnelles de la décoration du papier, Paris, Art et métiers du livre, 1996, 255 p., ill. en noir et en coul., 30 cm (ISBN 2-911071-01-8).
- Annie Berthier, « Un aspect de la reliure turque : le papier marbré (d'après le fonds turc de la Bibliothèque nationale) », Revue française d'histoire du livre,‎ 1982, p. 605-620.
- Guy Lanoë, « La Protection de l'écrit : les gardes, approche d'une typologie », dans Matériaux du livre médiéval : actes du colloque du groupement de recherche (GDR) 2836..., Paris, CNRS, 7-8 novembre 2007, Turnhout, Brepols, coll. « Bibliologia » (no 30), 2010 (ISBN 978-2-503-53386-5), p. 237-248.

## Techniques
- Roger Devauchelle, « La Technique de la reliure du XIIe au XIXe siècle », Métiers d'art, no 31 « La Reliure »,‎ septembre 1986, p. 30-38, ill. — Extrait de La Reliure en France, du même auteur, Paris, 1959.
- Claude Adam, « La Reliure, un savoir-faire médiéval », dans Congrès international d'archéologie médiévale, L'Innovation technique au Moyen Âge : actes du VIe Congrès international d'archéologie médiévale, 1er-5 octobre 1996, Paris, Errance, coll. « Archéologie aujourd'hui », 1998 (ISBN 2-87772-156-6, lire en ligne), p. 283-284, fig.
- Jean Vezin, Évolution des techniques de la reliure médiévale, Paris, Bibliothèque nationale, coll. « Notes sur les techniques du livre ancien, introduction à la conservation » (no 2), 1973, 17 p., ill., 30 cm (ISBN 2-7177-1166-X). — Bibliogr. p. 17.
- Berthe Van Regemorter, « Évolution de la technique de la reliure du VIIIe au XIIe siècle, principalement d'après les manuscrits d'Autun, d'Auxerre et de Troyes », Scriptorium, t. II, no 2,‎ 1948, p. 275-285, fig. (lire en ligne).
- Erika Tober, L'Évolution des techniques de la reliure entre le VIIIe et le XIIe siècle, d'après les ouvrages à reliures médiévales du fonds Saint-Germain conservés au Département des manuscrits occidentaux de la Bibliothèque nationale de France, s. l., E. Tober, 2001, 229 p., ill. en noir et en coul., 30 cm. — Bibliogr. p. 219-223. Mémoire de DEA (Paris 1, 2001).
- Erika Tober, L'Évolution des techniques de la reliure à l'abbaye de Corbie entre le IXe et le XIIe siècle : d'après les ouvrages à reliures carolingiennes et monastiques conservés au Département des manuscrits occidentaux de la Bibliothèque nationale de France, s. l., E. Tober, 2000, 2 vol., 304 p. (pagination continue), ill. en noir et en coul. ; 30 cm. — Bibliogr. p. 292-296. Mémoire de maîtrise (Archéologie médiévale, Paris 1, 2000).
- Marie-Emmanuelle Meyohas, « Les Deux plats de reliure : remarques sur la technique de mise en œuvre, traitement de conservation », dans L'Evangeliaro di Novara..., Novara, Istituto geografico De Agostini, 1990, p. 113-117.
- Élodie Lévêque, « Étude historique et technique de reliures romanes souples à partir de la collection de Clairvaux », Support/Tracé, no 20,‎ 2020, p. 69-81, ill.
- Aires Augusto Nascimento, « La Reliure médiévale d'Alcobaça : une technique originale mal interprétée », Gazette du livre médiéval, no 15,‎ 1989, p. 19-22 (lire en ligne).
- Paul Canart, Dominique Grosdidier de Matons et Philippe Hoffmann, « L'Analyse technique des reliures byzantines et la détermination de leur origine géographique (Constantinople, Crète, Chypre, Grèce) », dans Scritture, libri e testi nelle aree provinciali di Bisanzio : atti del seminario di Erice, 18-25 settembre 1988, Spoleto, Centro italiano di studi sull'alto medioevo, coll. « Biblioteca del Centro per il collegamento degli studi medievali e umanistici nell'Università di Perugia » (no 5), 1991, 2 vol., XII-840 p. (pagination continue), p. 751-768, pl. — Autre édition dans : Études de paléographie et de codicologie, Città del Vaticano, Biblioteca apostolica vaticana, coll. « Studi e testi » (no 450 et no  451), 2008, 2 vol., XXVI-1407 p. (pagination continue) (ISBN 978-88-210-0843-6), p. 907-932.
- Dominique Grosdidier de Matons et François Vinourd, « Description d'une reliure byzantine : techniques et matériaux », dans The legacy of Bernard de Montfaucon : three hunderd years of studies on Greek handwriting ; proceedings of the Seventh International Colloquium of Greek Palaeography (Madrid-Salamanca, 15-20 september 2008), t. 1, Turnhout, Brepols, 2010 (ISBN 978-2-503-53671-2), p. 363-376, ill.
- Centre de conservation du livre, Étapes de fabrication d'une reliure byzantine : maquette de la reliure byzantine du Paris. gr. 2650, [Arles], Centre de conservation du livre, [2012], 50 p., ill. en coul. (lire en ligne). — Bibliogr. p. 44-50. « Support du stage Reliure byzantine, animé par François Vinourd, Arles, ancien couvent Saint-Césaire, 16-20 avril 2012. »

### Couture
- Dominique Grosdidier de Matons et Philippe Hoffmann, « La Couture des reliures byzantines », dans Recherches de codicologie comparée : la composition du codex au Moyen Âge, en Orient et en Occident, Paris, Presses de l'École normale supérieure, coll. « Bibliologie », 1998 (ISBN 2-7288-0231-9), p. 205-258.
- Dominique Grosdidier de Matons, « Traces de deux opérations de coutures provisoires dans les manuscrits byzantins », dans Vivlioamphiastis : [actes du VIe colloque international de paléographie grecque (Drama 21-27 septembre 2003)], Athènes, Ellēnikē Etaireia Bibliodesias, 2008, p. 369-374.
- Patrick Andrist, « Particularités de la couture en deux blocs du Genavensis grec 19 », dans Vivlioamphiastis : [actes du VIe colloque international de paléographie grecque (Drama 21-27 septembre 2003)], Athènes, Ellēnikē Etaireia Bibliodesias, 2008, p. 427-443.

### Tranchefiles
- Jane Greenfield et Jenny Hille, Les Tranchefiles : de l'Orient à l'Occident, Méolans-Revel, Atelier Perrousseaux, coll. « Kitab tabulae » (no 5), 2010, 87 p., ill., 23 cm (ISBN 978-2-911220-30-2). — Bibliogr. p. 81-85.
- Vincent Guichard et Bernard Guineau, « Une nouvelle technique d'analyse des colorants : premières applications à l'étude des tranchefiles de manuscrits médiévaux », Gazette du livre médiéval, no 8,‎ 1986, p. 1-5, fig. (lire en ligne).
- Bibliothèque nationale de France, Les Tranchefiles brodées : étude historique et technique, Paris, Bibliothèque nationale de France, 1989, 92 p., ill. en coul., 30 cm (ISBN 2-7177-1796-X).
- Berthe Van Regemorter, « Note sur l'emploi des fils métalliques dans la tranchefile », Scriptorium, t. XV, no 2,‎ 1961, p. 327-328 (lire en ligne).
- Isabelle Bonnard, Magali Dufour et Christian Förstel, « Étude d'une reliure byzantine du XIVe siècle et de sa mystérieuse tranchefile », Support/Tracé, no 19,‎ 2019, p. 142-149.

### Restauration — Conservation
- Claude Adam, Restauration des manuscrits et des livres anciens, Puteaux, Erec, coll. « Précis et témoignages » (no 2), 1984, 166 p., ill. en noir et en coul., 23 cm (ISBN 2-905519-00-2). — Bibliogr. p. 159-162.
- Jean-Marie Arnoult, Jocelyne Deschaux, Albert Labarre et Jean-Paul Oddos, La Restauration des livres manuscrits et imprimés : principes et méthodologie, Paris, Direction du livre et de la lecture [et] Bibliothèque nationale, coll. « Pro libris », 1992, 96 p., ill. (ISBN 2-7177-1865-6). — Bibliogr. p. 94-96. Lexique.
- Andrea Giovannini, « Archéologie et restauration des livres et des documents d'archives médiévaux », Gazette du livre médiéval, no 17,‎ 1990, p. 7-19 (lire en ligne).
- Francesco Siri, « Pouvoir et beauté : reliures précieuses récemment restaurées », Hypothèses : Manuscripta, manuscrits médiévaux conservés à la BnF,‎ 2017, [Open édition], ill. en coul. (lire en ligne).
- Thierry Aubry, « Restauration de deux reliures de la bibliothèque des rois aragonais de Naples », Patrimoines : revue de l'Institut national du patrimoine, no 14,‎ 2018-2019, p. 124-131, ill.
- Sandra Vez, Probatio Pennae : conservation-restauration de deux manuscrits carolingiens dans une reliure gothique remaniée, De Astra Celi et Comes de Murbach..., s. l., S. Vez, 2013. — Mémoire de fin d'étude, diplôme de restaurateur du patrimoine, spécialité Arts graphiques et livre. Résumé [lire en ligne].
- Myriam Éveno, Josiane Bellit et Witold Nowik, « La Bible de Théodulfe (IXe siècle) de la cathédrale du Puy-en-Velay : identification du colorant des feuillets pourprés et restauration du volume », Support/Tracé, no 3,‎ 2003, p. 16-24.
- Maxence Hermant, « Restauration de la reliure du psautier de Charles le Chauve », Hypothèses : Manuscripta, manuscrits médiévaux conservés à la BnF,‎ 2020, [Open édition], ill. en coul. (lire en ligne).
- Morgane Milliet, « Restauration du plat de reliure de l'évangéliaire d'Arenberg, XIIe siècle, Grand Curtius, Liège », Bulletin de l'Institut royal du patrimoine artistique, vol. 33,‎ 2009-2012, p. 57-62, ill.
- Lara Meersseman, « Étude du comportement mécanique d'une reliure de la fin du XVe siècle : le missel de Cambrai », CeROArt (conservation, exposition, restauration d'objets d'art) : EGG3,‎ 2013, [Open édition], ill. en coul. (lire en ligne).
- Claude Adam, « Le Bois comme matériau de reliure : quelques applications dans les ateliers de restauration de la Bibliothèque nationale », dans La Conservation du bois dans le patrimoine culturel : journées d'études de la SFIIC, Besançon, Vesoul, 8-9-10 novembre 1990, [Champs-sur-Marne], SFIIC, 1990 (ISBN 2-905430-03-6), p. 27-28. — SFIIC = Section française de l'Institut international de conservation.
- Thierry Aubry, Benoît Jenn et Erika Schoirfer, « La Restauration des ais de bois des reliures médiévales », Support/Tracé, no 11,‎ 2011, p. 97-105, ill.
- Marie-Emmanuelle Meyohas, « Les Deux plats de reliure : remarques sur la technique de mise en œuvre, traitement de conservation », dans L'Evangeliaro di Novara..., Novara, Istituto geografico De Agostini, 1990, p. 113-117.

## Analyses — Identification — Datation
- Christian de Mérindol, « Réflexions sur les reliures à la fin de l'époque médiévale : taxinomie, emblématique et symbolique », Gazette du livre médiéval, no 22,‎ 1993, p. 18-20 (lire en ligne).
- Guy Lanoë, « L'Apport de l'analyse des reliures (1470-1530) à l'histoire des bibliothèques », dans Le Berceau du livre imprimé : autour des incunables : actes des Rencontres Marie Pellechet, [Tours], 22-24 septembre 1997, et des Journées d'étude des 29 et 30 septembre 2005, Turnhout, Brepols, coll. « Études renaissantes » (no 5), 2010 (ISBN 978-2-503-52575-4), p. 199-210.
- Fabienne Le Bars, « Reliures françaises soignées et courantes (mi-XVe siècle–XIXe siècle) : éléments d'identification », dans Apprendre à gérer des collections patrimoniales en bibliothèque, Villeurbanne, Presses de l'ENSSIB, coll. « La Boîte à outils » (no 26), 2012, [Open édition], p. 80-94, ill. et tabl. (ISBN 979-10-91281-01-0, lire en ligne). — ENSSIB = École nationale supérieure des sciences de l’information et des bibliothèques.
- Denise Gid, « De l'importance de la reliure dans l'étude du livre », dans La Paléographie hébraïque médiévale : colloque international du Centre national de la recherche scientifique, Paris, 11-13 septembre 1972, Paris, Éditions du CNRS, coll. « Colloques internationaux du Centre national de la recherche scientifique » (no 547), 1974 (ISBN 2-222-01631-2), p. 167-170.
- André Vernet, « Ce que l'étude de la reliure peut apporter à l'histoire des textes », dans La Paléographie hébraïque médiévale : colloque international du Centre national de la recherche scientifique, Paris, 11-13 septembre 1972, Paris, Éditions du CNRS, coll. « Colloques internationaux du Centre national de la recherche scientifique » (no 547), 1974 (ISBN 2-222-01631-2), p. 171-174.
- Thérèse Metzger, « Les Manuscrits hébreux et leurs reliures : la reliure du ms. hébr. 819 de la Bibliothèque nationale de Paris », Revue française d'histoire du livre, no 36,‎ 1982, p. 349-370.
- Paul Canart, Dominique Grosdidier de Matons et Philippe Hoffmann, « L'Analyse technique des reliures byzantines et la détermination de leur origine géographique (Constantinople, Crète, Chypre, Grèce) », dans Scritture, libri e testi nelle aree provinciali di Bisanzio : atti del seminario di Erice, 18-25 settembre 1988, Spoleto, Centro italiano di studi sull'alto medioevo, coll. « Biblioteca del Centro per il collegamento degli studi medievali e umanistici nell'Università di Perugia » (no 5), 1991, 2 vol., XII-840 p. (pagination continue), p. 751-768, pl. — Autre édition dans : Études de paléographie et de codicologie, Città del Vaticano, Biblioteca apostolica vaticana, coll. « Studi e testi » (no 450 et no  451), 2008, 2 vol., XXVI-1407 p. (pagination continue) (ISBN 978-88-210-0843-6), p. 907-932.
- Christian Förstel et François Vinourd, « Reliures constantinopolitaines des XIVe et XVe siècles : questions de localisation et de datation », dans Le Livre manuscrit grec : écritures, matériaux, histoire : actes du IXe Colloque international de paléographie grecque, Paris, 10-15 septembre 2018, Paris, Association des amis du Centre d'histoire et civilisation de Byzance, coll. « Travaux et mémoires » (no 24.1), 2020 (ISBN 978-2-916716-81-7), p. 209-232.
- Joseph de Borchgrave d'Altena, « À propos d'un plat de reliure et d'une croix à double traverse conservés à Prague », Bulletin de l'Institut archéologique liégeois, vol. 87,‎ 1975, p. 177-186, ill. (lire en ligne).
- Dominique Grosdidier de Matons, « La Reliure du ms. Vincennensis gr. S.H.1 (Grégoire de Nazianze) », Le Muséon, vol. 92,‎ 1979, p. 298-299.
- Berthe Van Regemorter, « La Reliure des manuscrits de S. Cuthbert et de S. Boniface », Scriptorium, t. III, no 1,‎ 1949, p. 45-51 (lire en ligne).
- Pierre Colman, « Datation des plaquettes gravées incorporées dans la reliure de l'évangéliaire de Notger », dans 8ème Congrès de l'Association des Cercles francophones d'histoire et d'archéologie de Belgique, et 55ème Congrès de la Fédération des Cercles d'archéologie et d'histoire de Belgique..., Namur, 28-31 août 2008 : Actes, t. 3, Namur, Société archéologique de Namur, 2008, p. 853-856.
- Adrien Blanchet, « Médaillon d'argent du psautier de Lothaire », Bulletin de la Société nationale des antiquaires de France, vol. 1948-1949,‎ 1952, p. 245-249, fig. (lire en ligne).
- Michel Wittock, « À propos de deux reliures au médaillon exécutées pour César Borgia, duc de Valentinois », La Bibliofilia, vol. 102, no 1,‎ 2000, p. 33-45. — Autre édition dans : Cento anni di Bibliofilia : atti del convegno internazionale, Biblioteca nazionale centrale di Firenze, 22-24 aprile 1999, Firenze, L. S. Olschki, 2001 (ISBN 88-222-5002-8).
- Marie-Pierre Laffitte, « La Reliure du livre d'heures de Jacques II de Chastillon », Art de l'enluminure, no 2,‎ 2002, p. 108-110, ill.

### Procédés spéciaux
- Nathalie Pingaud, « Analyses micrographiques d'ais de reliures », Hypothèses : Les Carnetiers de l'IRHT,‎ 2015, [Open édition] (lire en ligne). — IRHT = Institut de recherche et d'histoire des textes.
- Nathalie Pingaud, Analyses micrographiques d'ais de reliures du XVe siècle sur des manuscrits italiens provenant de Pavie et de Naples, s. l., N. Pingaud, 1996, 135 p., ill. en noir et en coul., 30 cm. — Bibliogr. p. 132-135. Mémoire pour l'obtention du diplôme d'expert micrographe des bois, Xylologie (Paris IV, 1996).
- Nathalie Pingaud, « Analyses micrographiques d'ais de reliures italiennes du XVe siècle provenant de Pavie et de Naples », Coré, no 6,‎ mai 1999, p. 44-47.
- Salvatore Failla, « L'Apport de la dendrochronologie à l'étude des reliures anciennes », Art et fact, no 28,‎ 2009, p. 31-37.
- Élodie Lévêque, « Les Reliures romanes de la bibliothèque de Clairvaux : étude archéologique et biocodicologique », Bulletin du Centre d'études médiévales, no 25.1,‎ 2021, [Open édition], ill. en noir et en coul. (lire en ligne). — Thèse de doctorat, sous la dir. de François Bougard (Paris Nanterre, 27 mai 2020).